# Liste de prénoms arabes
Cet article recense les prénoms d'origine arabe, ou usités dans le monde arabophone. Pour les articles sur les personnes portant ces prénoms, consulter la liste générée automatiquement.

Les prénoms qui suivent n'ont pas tous à proprement parler une origine arabe. Selon Dina Tidjani : 

« Contrairement à ce que l'on pourrait croire, de multiples prénoms supposés arabes ne le sont pas, mais découlent très souvent de civilisations ayant dominé le monde par le passé comme l'Empire perse, l'Empire ottoman [...], la civilisation gréco-romaine [...], la civilisation hébraïque, le judaïsme étant la première des trois religions divines révélées »

Les prénoms mentionnés ci-après correspondent donc plutôt à ceux qui sont attestés dans le monde arabe, mais dont l’usage déborde largement les frontières arabo-musulmanes.
- Haut – A
- B
- C
- D
- E
- F
- G
- H
- I
- J
- K
- L
- M
- N
- O
- P
- Q
- R
- S
- T
- U
- V
- W
- X
- Y
- Z

## A
- Abad ou Abbad (en arabe : عباد) (m) : fervent adorateur
- Abadi ou Abade (en arabe : عبادي) (m)
- Aban (en arabe : أبان) (m) : celui qui est clair et évident
- Abbas ou Abbes (en arabe : عبّاس) (m) : lion, au visage sévère[2],[3]
- Abbud (en arabe : عبود) (m) : adorateur, pieux, dévot, religieux
- Abdel (en arabe : عبد ال...) (m) : serviteur de « Dieu le ... » 
  - Transcrit Abdal, Abdel, Abd al ou Abd el, ce préfixe (signifiant « serviteur de... ») peut être suivi de chacun des 99 noms de Dieu dans l'Islam pour former un prénom.
- Abid ou Abed (en arabe : عبيد) (m) : pluriel de Abd « serviteur »
- Abidi (en arabe : عبيدي) (m) : espoir des esclaves
- Abir (en arabe : عبير) (f) : mélange de parfum
- Abû Bakr ou Abou Bakr (en arabe : أبو بكر) (m) : nom du premier compagnon et beau-père du prophète Mahomet
- Abla (en arabe : عبلة) (f) : en bonne santé
- Achour (en arabe : عاشور) (m) : dîme, dixième
- Achraf (en arabe : أشْرَف) (m) : très noble
- Adam (en arabe : آدم) (m) : juste, équitable justice. C'est le nom du premier homme dans l'Ancien Testament. Commun aux trois religions monothéistes et bien que d'origine hébraïque, Adam est actuellement[Quand ?] très en vogue chez les musulmans européens.
- Adi (en arabe : عدي) (m) : troupe qui commence l'attaque
- Adib (en arabe : أديب) (m) : le lettré, l'homme de lettres
- Adil ou Adel (en arabe : عادل) (m) : juste
- Adila (en arabe : عديلة) (f) : juste
- Adla (en arabe : عدلت) (f) : justice
- Adlan ou Adlen ou Adlène (en arabe : عدلان) (m) : très juste, très équitable
- Adnan ou Adnen (en arabe : عدنان) (m) : aïeul du Prophète
- Afaf (en arabe : عفاف) (f) : fidélité, pureté
- Afif (en arabe : عفيف) (m) : le léger, le pur (vertueux)
- Afifa (en arabe : عفيفة) (f) : la légère, la pure (vertueuse)
- Aflah (en arabe : أفلح) (m) : le plus prospère
- Afnane (en arabe : أفنان) (f) : branches, rameaux
- Afra (en arabe : عفراء) (f) : terre blanche non foulée
- Afzal ou Afdal (en arabe : أفضل) (m) : le meilleur, plus digne
- Ahid (en arabe : عاهد) (m) : celui qui tient ses promesses
- Ahida (en arabe : عاهدة) (f) : celle qui tient ses promesses
- Ahlam ou Ahlem (en arabe : أحلام) (f) : les rêves
- Ahsan ou Ahcène (en arabe : احسن) (m) : le plus beau, le meilleur
- Ahmad ou Ahmed (en arabe : أحمد) (m) : le loué
- Aïcha (en arabe : عائشة) (f) : vivante
- Aïd (en arabe : عيد) (f) : fête
- Aïda (en arabe : عائدة) (f) : qui visite un malade, avantage, bénéfice
- Aïssa (en arabe : عيسى) (m) : Jésus (seulement pour les musulmans)
- Aissam (en arabe : عصام) (m) : engagement
- Akram (en arabe : أکرم) (m) : le plus généreux
- Al Abidin ou El Abidine (en arabe : العابدين) (m) : serviteurs, croyants de la religion
- Ala (en arabe : علاء) (m) : excellence, élévation
- Alaeddine ou Alaeddin (en arabe : علاء الدين) (m) : excellence de la religion
- Ali (en arabe : عَلِيّ) (m) : celui qui est en haut
- Alia ou Alya ou Aliyya (en arabe : عالية) (f) : illustre, noble, élevée
- Alim (en arabe : عليم) (m) : qui possède la science, savant
- Alima ou Alma (en arabe : عليمة) (f) : la savante
- Almas (en arabe : ألماس) (f) : diamant
- Alqama ou Alkama (en arabe : علقمة) (f) : coloquinte
- Altair (en arabe : الطائر) (m) : aigle
- Althaf ou Altaf (en arabe : ألطف) (m) : très bon, très gentil
- Amani (en arabe : أماني) (f) : persévérante
- Amar (en arabe : أمار) (m) : persévérant
- Amal ou Amale ou Amel ou Amelle (en arabe : أمال - أمل) (f) : espoir
- Amina (en arabe : أمينة) (f) : confiante
- Amine (m) ou Amin (en arabe : أمين) (m) : fidèle, sûr
- Amir (en arabe : أمير) (m) : prince, commandant
- Amira (en arabe : أميرة) (f) : princesse
- Amjad (en arabe : أمجد) (m) : très noble
- Amna (en arabe : آمِنَة) (f) : celle qui est en paix - en sécurité
- Amr ou Amrou ou Ameur (en arabe : عمرو) (m) : longue vie
- Anas ou Anass (en arabe : أنس) (m) : ami, proche
- Anaïs (en arabe : أناييس) (f) : don du ciel, nom d'une fleur
- Aniq (en arabe : انيق) (m) : élégant
- Aniqa (en arabe : انيقة) (f) : gracieuse
- Anis (en arabe : أنيس) (m) : aimable
- Anissa (en arabe : أنيسة) (f) : aimable
- Annane ou Annan (en arabe : عنان) (f) : qui est lent
- Antar (en arabe : عنتر) (m) : héros à la bravoure légendaire
- Anouar ou Anwar (en arabe : أنور) (m) : éblouissant
- Antun (en arabe : أنطون) (m) : Antoine
- Antuniyus (en arabe : أنطونيوس) (m) : Anthony
- Aous ou Aws (en arabe : أوس) (f) : don, le loup
- Arab (en arabe : عارب) (m) : bédouins ou nomades errant dans les différents pays de la nation arabe notamment.
- Arbi (en arabe : عربي) (m) : arabe
- Arbia (en arabe : عربية) (f) : arabe
- Ari (en arabe : آري) (m) : vents qui chassent les nuages
- Arib (en arabe : عريب) (m) : arabe
- Arif (en arabe : عارف) (m) : qui sait, caporal
- Arifa (en arabe : عارفة) (f) : qui sait, caporale
- Arij (en arabe : أريج) (f) : parfum
- Aroua ou Arwa (en arabe : أروى) (f) : biche
- Aroussia (en arabe : عروسية) (f)
- Arslan (en arabe : أرسلان) (m) : lion (en turc prénom d'origine arabe et turc)
- Asil ou Aseel (en arabe : أسيل) (f)
- Aslam ou Aslem (en arabe : أسلم) (m) : inaltéré, en parfaite sécurité, qui jouit d'une paix totale
- Aslan (en arabe : أصلان) (m) : lion (en turc prénom d'origine arabe et turc)
- Asma (en arabe : أسماء) (f) : sublime
- Asmahane (en arabe : أسمهان) (f) : charme divin, beauté divine
- Asmar ou Azmar (en arabe : اسمار) (m) : au teint hâlé, brun de peau
- Assala ou Assla ou Asala (en arabe : أصالة) (f)
- Assad (en arabe : أسد) (m) : lion
- Assi (en arabe : أصي) (m) : celui qui est révolté
- Assia ou Assya (en arabe : آسيا) (f) : qui soigne
- Assim (en arabe : عاصم) (m) : qui garantit, préserve, qui écarte, qui ne peut être approché par l'adversité ou le mal
- Ata (en arabe : عطاء) (f) : don
- Atiq ou Atik (en arabe : عتيق) (m) : généreux, racé
- Atiqua ou Atika (en arabe : عتيقة) (f) : généreuse, racée
- Atiya (en arabe : عطية) (f) : don, cadeau
- Atuf (en arabe : عطوف) (m) : celui qui est plein de sympathie et de bienveillance
- Awab (en arabe : أواب) (m) : qui se repent très sincèrement
- Awatif ou Aouatef (en arabe : عواطف) (f) : sentiment d'affection
- Aws (en arabe : أوس) (f) : don, loup-cervier
- Aya (en arabe : أية) (f) : prénom faisant allusion à un verset du Coran
- Ayham (en arabe : أيهم) (m) : qui est brave et intrépide
- Ayman ou Aymane ou Aymen ou Aimen (en arabe : أيمن) (m) : très heureux, droit
- Ayoub ou Ayyub (en arabe : أَيّوب) (m) : qui revient vers Dieu (nom du prophète Job)
- Aziz (en arabe : عزيز) (m) : aimé de tous ou le fort
- Aziza (en arabe : عزيزة) (f) : aimée de tous ou la forte
- Azmi (en arabe : عزمي) (m) : détermination
- Azouz (en arabe : عزوز) (m) : qui est très cher, aimé
- Azz Ad-Din ou Azzedine (en arabe : عز الدين) (m) : la puissance de la religion
- Azza (en arabe : عزة) (f) : grandeur, notoriété

- Haut – A
- B
- C
- D
- E
- F
- G
- H
- I
- J
- K
- L
- M
- N
- O
- P
- Q
- R
- S
- T
- U
- V
- W
- X
- Y
- Z

## B
- Bachar ou Bashar (en arabe : بشّار) (m) : porteur de bonnes nouvelles, au visage ouvert, avenant
- Bachir ou Bashir ou Béchir (en arabe : بشير) (m) : porteur de bonnes nouvelles
- Bachira ou Bashira (en arabe : بشيرة) (f) : porteuse de bonnes nouvelles
- Badi (en arabe : بديع) (m) : créateur, merveilleux
- Badia (en arabe : بديعة) (m) : créatrice, merveilleuse
- Badis (en arabe : باديس) (m) : il est debout, il a résisté
- Badr ou Bader (en arabe : بدر) (m) : pleine lune
- Badreddine ou Badereddine (en arabe : بدر الدين) (m) : la plénitude de la religion
- Badra (en arabe : بدرة) (f) : brillante, graine
- Badreddine (en arabe : بدر الدين) (m) : plénitude de la religion
- Baghdad (en arabe : بغداد) (m) : donné par Dieu
- Baha ou Beha (en arabe : باحة) (f) : beauté
- Baha-Eddine (en arabe : باحة الدين) (m) : splendeur de la religion
- Bahia ou Bahiya (en arabe : باهية) (f) : éclatante de beauté
- Bahij (en arabe : بهيج) (m) : la joie
- Bahija (en arabe : بهيجة) (f) : la joie
- Bakkar (en arabe : بكّار) (m) : très matinal, très précoce
- Bakir (en arabe : بكر) (m) : précoce
- Baligh (en arabe : بليغ) (m) : celui qui a atteint la maturité
- Balqis ou Balkis (en arabe : بلقيس) (f) : reine du royaume de Saba
- Bandar (en arabe : بندر) (m) : cités maritimes, ports
- Baqi (en arabe : باقي) (m) : qui reste, le permanent
- Baqir (en arabe : باقر) (m) : riche en bien et en sciences
- Baqira (en arabe : باقرة) (f) : riche en bien et en sciences
- Bara' (en arabe : براء) (m) : Innocent, être libre, celui qui est préservé des maladies, première et dernière nuits du mois lunaire
- Barak (en arabe : باراك) (m) : éclair
- Barakat (en arabe : بركات) (m) : des bénédictions
- Basma (en arabe : بسمة) (f) : sourire
- Bassam ou Bassem ou Bessem (en arabe : بسام) (m) : souriant
- Bassil (en arabe : باسل) (m) : Basile
- Bassim (en arabe : باسم) (m) : souriant, radieux
- Bassir (en arabe : بصير) (m) : celui qui est clairvoyant
- Bassira (en arabe : بصيرة) (f) : celle qui est clairvoyante
- Battal (en arabe : بطال) (m) : celui qui est voué exclusivement au culte divin
- Batoul ou Batul (en arabe : بتول) (f) : vierge vouée au culte divin, pure
- Baya ou Baia (en arabe : بية) (f) : la noble
- Bayan ou Bayen (en arabe : نيان) (f) : l'évidence
- Bayram ou Bayrem (en arabe : نيرم) (m) : fête religieuse
- Belkacem ou Belgacem (en arabe : بلقاسم) (m) : forme contractée de Abu al Qasem, le père de Qasim, référence au prophète de l'Islam
- Beya (en arabe : بية) (f) : noble ou grande dame
- Bilal ou Bilel (en arabe : بلال) (m) : rafraîchissement, l'eau. Nom du premier muezzin de l'islam
- Binyamin (en arabe : بنيامين) (m) : Benjamin
- Bichara (en arabe : بشارة) (f) : annonce, bonne nouvelle
- Borhane ou Borhene ou Bourhane (en arabe : برهان) (m) : preuve
- Boualem (en arabe : بوعلام) (m) : porteur de drapeau
- Boubakar ou Boubakr (en arabe : بو بكر) (m) : beau-père du prophète
- Bouchra (en arabe : بشرى) (f) : bonnes nouvelles
- Boudjemaâ (en arabe : بوجمعة) (m) : rassemblement, prière du vendredi
- Boudour ou Budur (en arabe : بدور) (f) : belle femme, symbole de la lumière et de la beauté
- Boumediene (en arabe : بومدين) (m) : père de Madian
- Bouthaïna (en arabe : بثينة) (f) : femme à peau douce
- Boulous ou Bulus ou Bawlus (en arabe : بولس) (m) : Paul
- Boutros ou Butrus (en arabe : بطرس) (m) : Pierre
- Brahim (en arabe : براهيم) (m) : forme maghrébine d'Ibrahim

- Haut – A
- B
- C
- D
- E
- F
- G
- H
- I
- J
- K
- L
- M
- N
- O
- P
- Q
- R
- S
- T
- U
- V
- W
- X
- Y
- Z

## C
- Camil ou Camel (en arabe : كمال) (m) : le parfait
- Camilia ou Camélia (en arabe : كاميليا) (f) : nom d'une fleur
- Camilla ou Camila (f) : la parfaite
- Chaabane (en arabe : شَعبان) (m) : mois du Calendrier islamique
- Chaba (en arabe : شعبة) (f) : la pointe du sabre
- Chabib (en arabe : شبيبة) (m) : jeune homme, nouveau
- Chabiba (en arabe : شبيبة) (f) : jeune femme, nouveau, prélude
- Chadha ou Chada (en arabe : شذى) (f) : odeur du miel
- Chadi (en arabe : شادي) (m) : qui chante mélodieusement
- Chadia (en arabe : شادية) (f) : qui chante mélodieusement, gracieuse
- Chadli (en arabe : شاذلي) (m) : poignée d'épis, aie confiance en Dieu
- Chafik ou Chafiq ou Chefik (en arabe : شفيق) (m) : compatissant, compassion
- Chafika ou Chafiqa ou Chefika (en arabe : شفيقة) (f) : tendre
- Chahd (en arabe : شهد) (f) : rayon de miel
- Chahid (en arabe : شَاهِد) (m) : témoigne de sa foi
- Chahida (en arabe : شَاهِدة) (f) : témoin (féminin)
- Chahinez ou Chaïnez (en arabe : شهناز) (f) : rayonnante
- Chahla (en arabe : شهلاء) (f) : qui a les yeux bleu foncé
- Chaïkh ou Chaikh ou Cheïkh ou Cheikh (en arabe : شيخ) (m) : maître, sage
- Chaïkha ou Chaikha ou Cheïkha ou Cheikha (en arabe : شيخة) (f) : maître, sage
- Chaïma ou Cheima (en arabe : شيماء) (f) : marquée d'un grain de beauté
- Chakib (en arabe : شكيب) (m) : donne beaucoup
- Chakir (en arabe : شاكر) (m) : reconnaissant
- Chakira (en arabe : شاكرة) (m) : reconnaissante
- Chakoura (en arabe : شكورة) (f) : qui est plein de reconnaissance
- Chama (en arabe : شامة) (f) : marquée d'un grain de beauté
- Chams ou Chems (en arabe : شمس) (m) : soleil
- Chamsa ou Chemsa (en arabe : شمسة) (f) : féminin de Chems
- Chamseddine ou Chemseddine (en arabe : شمس الدين) (m) : soleil de la religion
- Charafeddine (en arabe : شرف الدين) (m) : l'honneur de la religion
- Charif ou Chérif (en arabe : شريف) (m) : noble
- Charifa ou Chérifa ou Chrifa (en arabe : شريفة) (f) : respectable
- Chawqi ou Chawki ou Chaouqi ou Chaouki (en arabe : شوقي) (m) : qui désir ardemment Dieu
- Chawqia ou Chawkia ou Chaouqia ou Chaoukia (en arabe : شوقية) (f) : qui désir ardemment Dieu
- Chéherazade ou Chérazade (en arabe : شهرزاد) (f) : femme de la haute ville
- Chihab ou Chiheb (en arabe : شهاب) (m) : étoile, lumière céleste
- Chima (en arabe : شيمة) (m) : qualités innées, bonté naturelle
- Chirine ou Chérine (en arabe : شيرين) (f) : charmante, agréable, tout ce qui est doux et sucré (origine iranienne)
- Chouaib ou Chuayb (en arabe : شُعَيْب) (m) : Jethro
- Choukri ou Chokri (en arabe : شكري) (m) : reconnaissant
- Célia (en arabe : سيليا) (f) : vertueuse
- Cirine ou Cyrine ou Cérine (en arabe : سرين) (f) : charmante, rassasiée

- Haut – A
- B
- C
- D
- E
- F
- G
- H
- I
- J
- K
- L
- M
- N
- O
- P
- Q
- R
- S
- T
- U
- V
- W
- X
- Y
- Z

## D
- Dahmane ou Dahman (en arabe : دحمان) (m) : variante maghrébine d'Abderrahman
- Daisam ou Daysam (en arabe : ديسم) (m) : renardeau, ourson
- Dalal ou Dalel (en arabe : دلال) (f) : gatée
- Dalenda (en arabe : دلندة) (f) : de « Carthago delenda est » (Il faut détruire Carthage !)
- Delinda (f) : vigne , fleur
- Dalia ou Dalya (en arabe : داليا) (f) : fière
- Dalil (en arabe : دليل) (m) : gaté, guide, preuve
- Dalila (en arabe : دليلة) (f) : gatée, guide, preuve
- Dalla (en arabe : دلّة) (f) : coquette
- Daoud ou Dawoud (en arabe : داود) (m) : David
- Darras (en arabe : دراس) (m) : celui qui est studieux
- Dayan (en arabe : ظيًان) (f) : miel, jasmin sauvage, clématite
- Dhahir (en arabe : ظهير) (m) : aide, protecteur
- Dhahira (en arabe : ظهيرة) (m) : aide
- Dharif ou Darif (en arabe : ظريف) (m) : aimable, plaisant et à l'humour fin, brillant, intelligent
- Dharifa ou Darifa (en arabe : ظريفة) (f) : aimable, plaisante et à l'humour fin, brillante, intelligente
- Dhekra ou Dhikra ou Dekra (en arabe : ذكرى) (f) : souvenir
- Dhirar ou Dirar (en arabe : ضرار) (m) : tort
- Dhiya ou Diya (en arabe : ضياء) (f) : lumière du jour
- Dhiyaeddine ou Diyaeddine (en arabe : ضياء الدين) (m) : lumière de la religion
- Dhouha ou Douha (en arabe : ضحى) (f) : matinée
- Dhul Kifl (en arabe : ذَو الكِفْل) (m) : Ézéchiel
- Dib (en arabe : ذئب) (m) : loup
- Diba ou Dhiba (en arabe : ظباء) (f) : gazelles
- Dina ou Dinah (en arabe : دينا) (f) : pluie continue, obéissance, fille unique de Jacob et de Léa
- Dinar (en arabe : دينر) (f) : pièce d'argent
- Dine (en arabe : دين) (m) : religion
- Djabir (en arabe : جابر) (m) : réparer une fracture, restaurer une situation, assister quelqu'un en difficulté
- Djabira (en arabe : جابرة) (f) : réparer une fracture, restaurer une situation, assister quelqu'un en difficulté
- Djalloul ou Djelloul (en arabe : جلّول) (m) : majestueux
- Djamal ou Djamel (en arabe : جمال) (m) : la beauté, beau
- Djamila (en arabe : جميلة) (f) : la beauté, belle
- Djaouad ou Djawad ou Djawed (en arabe : جواد) (m) : généreux, d'une excellente nature, le cheval pur sang arabe
- Djaouida ou Djawida (en arabe : جويدة) (f) : généreuse, gentille
- Djibril (en arabe : جبريل) (m) : l'Gabriel
- Djihane (en arabe : خيهان) (f) : vie d'ici-bas, safran
- Djouhara (en arabe : جوهرة) (f) : bijou
- Djillali ou Djilali (en arabe : الجيلالي) (m) : considéré
- Donia ou Dounia (en arabe : دنيا) (f) : le monde, la vie terrestre
- Dora (en arabe : درة) (f) : perle fine et rare
- Douaa ou Doua (en arabe : دعاء) (f) : supplication de Dieu
- Doubayya ou Dhoubayya (en arabe : ظبية) (f) : jeune fille, gazelle
- Douhour ou Dhouhour (en arabe : ظهور) (f) : apparition, manifestation
- Dourafa ou Dhourafa (en arabe : ظرفاء) (f) : gracieuse, intelligente, ingénieuse
- Driss (en arabe : دريس) (m) : forme commune de Idriss

- Haut – A
- B
- C
- D
- E
- F
- G
- H
- I
- J
- K
- L
- M
- N
- O
- P
- Q
- R
- S
- T
- U
- V
- W
- X
- Y
- Z

## E
- Ege (en arabe : إيجي)
- Ehab (en arabe : إيهاب) (m) : faveur divine, la capacité de quelque chose
- Elissa (en arabe : إليسا) (f) : Dieu est plénitude
- Emad (en arabe : عماد) (m) : sur qui on peut compter
- Emir (en arabe : أمير) (m) : prince, commandant
- Esma (en arabe : أسماء) (f) : sublime
- Elias ou Elyas (en arabe : إِلْيَاس) (m) : du prophète Élie, qui est de caractère divin
- El Ghouti (en arabe : الغوتي) (m)
- El Hachemi (en arabe : الهاشمي) (m) : descendant du prophète
- Emran (en arabe : عمران) (m) : longue vie et prospérité, contrée peuplée et florissante
- Essam (en arabe : عصام) (m) : engagement
- Ezza (en arabe : عزة) (x) : fierté
- Emna (en arabe : آمِنَة) (f) : celle qui est en paix - en sécurité
- Emel (en arabe : أمل) (f) : espoir
- El Hadj (en arabe : الحج) (m) : homme ayant fait le pèlerinage à La Mecque
- Eskandar ou Eskander (en arabe : إسكندر) (m) : Alexandre
- Eya (en arabe : أية) (f) : prénom faisant allusion à un verset du Coran
- Essaïd (en arabe : سعيد) (m) : forme maghrébine de Saïd
- Ezzeddine (en arabe : عز الدين) (m) : la puissance de la religion

- Haut – A
- B
- C
- D
- E
- F
- G
- H
- I
- J
- K
- L
- M
- N
- O
- P
- Q
- R
- S
- T
- U
- V
- W
- X
- Y
- Z

## F
- Fadi (en arabe : فادي) (m) : qui sacrifie sa vie pour sauver quelqu'un
- Fadia (en arabe : فادية) (f) : qui sacrifie sa vie pour sauver quelqu'un
- Fadil ou Fadel ou Fodil ou Faudel ou Fadl ou Fazil (en arabe : فضيل) (m) : honnête, vertueux
- Fadila ou Fadela ou Fadla ou Fazila (en arabe : فضيلة) (f) : honnête, vertueuse
- Fadlallah (en arabe : فضل الله) (m) : la faveur de Dieu
- Fadoua ou Fadwa (en arabe : فدوى) (f) : Rédemptrice
- Faeez (en arabe : فيض) : Triumphant, gagnant
- Fahd ou Fahed (en arabe : فهد) (m) : guépard
- Fahim (en) ou Fahem (en arabe : فهيم) (m) : vif, fin, intelligent
- Fahima (en) ou Fahema ou Fahma (en arabe : فهيمة) (f) : vive, fine, intelligente
- Fahmi ou Fehmi (en arabe : فهمي) (m) : doué de compréhension
- Fakhr-Eddine (en arabe : فخر الدين) (m) : la fierté de la religion
- Faiz (en arabe : فايز) (m) : vainqueur
- Faïza ou Fayza (en arabe : فايزة) (f) : vainqueur
- Faouaz ou Fawwaz (en arabe : فواز) (m) : vainqueur
- Faouzane ou Fawzan (en arabe : فوزان) (m) : victorieux
- Faouzi ou Fawzi ou Fawzy (en arabe : فوزي) (m) : heureux
- Faouzia ou Fawzia ou Fawzya (en arabe : فوزية) (f) : heureuse
- Farah (en arabe : فرح) (f) : la joie
- Faraj (en arabe : فرخ) (m) : soulagement, libération
- Faraji ou Faradji (en arabe : فرخي) (m) : état de libération
- Farhat ou Ferhat (en arabe : فرحات) (m) : joie, gaieté
- Farid (en arabe : فريد) (m) : unique, phénomenal
- Farida (en arabe : فريدة) (f) : unique, phénomenale
- Faris ou Fares (en arabe : فارس) (m) : le cavalier
- Farouk (en arabe : فاروق) (m) : justicier (celui qui différencie le bien du mal)
- Fathallah (en arabe : فتح الله) (m) : conquête de Dieu
- Fathi ou Fethi (en arabe : فتحي) (m) : triomphateur
- Fathia ou Fethia (en arabe : فتحية) (f) : a un caractère ouvert
- Fatih ou Fateh (en arabe : فاتح) (m) : celui qui a ouvert
- Fatiha ou Fateha (en arabe : فَاتِحَة) (f) : ouverte, première sourate du Coran
- Fatima ou Fatimah ou Fatma (en arabe : فَاطِمَة) (f) : (qui est) sevrée
- Fatima-Zahra ou Fatima Zohra (en arabe : فاطمة الزهراء) (f) : (qui est) sevrée
- Fatina (en arabe : فاتنة) (f) : séduisante, attrayante, charmante
- Fatine (en arabe : فاتن) (f) : séduisante, attrayante, charmante
- Fatna (en arabe : فاطنة) (f) : séduction et charme féminin
- Fayçal ou Faisal (en arabe : فيصل) (m) : très puissant, sabre, vice-amiral
- Fayrouz ou Fairouz (en arabe : فيروز) (f) : la turquoise
- Fazlallah ou Fazlullah (en arabe : فضلالله) (m) : Le don de Dieu
- Fella (en arabe : فلة) (f) : fleur de jasmin
- Ferial ou Feryal ou Feriel ou Feryel (en arabe : فريال) (f) : vérité, justice
- Fida (en arabe : فداء) (f) : sacrifice
- Firdaous ou Firdaws (en arabe : فردوس) (f) : paradis
- Fikri ou Fekri ou Fakri (en arabe : فكري) (m)
- Filibus (en arabe : فيلبس) (m) : Philippe
- Firas (en arabe : فراس) (m) : courageux, lion
- Fouad ou Foued (en arabe : فؤاد) (m) : cœur
- Foulayh ou Fulayh (en arabe : فليح) (m) : victorieux, heureux

- Haut – A
- B
- C
- D
- E
- F
- G
- H
- I
- J
- K
- L
- M
- N
- O
- P
- Q
- R
- S
- T
- U
- V
- W
- X
- Y
- Z

## G
- Gacem (en arabe : قاسم) (m) : qui divise, qui partage
- Ghada (en arabe : غادة) (f) : belle et vertueuse
- Ghadi (en arabe : غادي) (m) : matinal, qui sort de grand matin
- Ghadia (en arabe : غادية) (f) : matinale, qui sort de grand matin
- Ghaffar ou Ghafar (en arabe : غفار) (m) : miséricordieux
- Ghaith (en arabe : غيث) (f) : pluie
- Ghali (en arabe : غالي) (m) : très cher, d'une grande valeur
- Ghalia (en arabe : غالية) (f) : très chère, d'une grande valeur
- Ghalib ou Ghaleb (en arabe : غالب) (m) : aimé, précieux
- Ghaliba (en arabe : غالبة) (f) : aimée, précieuse
- Ghani (en arabe : غاني) (m) : riche
- Ghania (en arabe : غانية) (f) : riche
- Ghanim ou Ghanem (en arabe : غانم) (m) : triomphateur
- Ghanima (en arabe : غانمة) (f) : qui réussit sans effort et qui s'enrichit
- Ghassan (en arabe : غسان) (m) : vigueur, ardeur du jeune âge
- Ghazal (en arabe : غزل) (m) : courtiser
- Ghazala (en arabe : غزلة) (f) : La gazelle, soleil levant
- Ghazi (en arabe : غازي) (m) : le conquérant
- Ghazia ou Ghaziya (en arabe : غزية) (f) : guerrière
- Ghita (en arabe : غيتة) (f)
- Ghizlan ou Ghizlaine (en arabe : غزلان) (f) : gazelles
- Ghofrane ou Ghofran (en arabe : غفران) (f) : le pardon
- Ghoulam ou Ghulam (en arabe : غلام) (m) : jeune homme, adolescent
- Gibran (en arabe : جبران) (m) : fier, superbe et orgueilleux

- Haut – A
- B
- C
- D
- E
- F
- G
- H
- I
- J
- K
- L
- M
- N
- O
- P
- Q
- R
- S
- T
- U
- V
- W
- X
- Y
- Z

## H
- Habib (en arabe : حَبِيْبَ) (m) : bien-aimé
- Habiba (en arabe : حَبِيْبَه) (f) : bien-aimée
- Hachim ou Hashim (en arabe : هاشم) (m) : qui rompt le pain
- Hadi ou Hedi (en arabe : هادي) (m) : guide
- Hadia ou Hadiya (en arabe : هادية) (f) : guide
- Hafid ou Hafiz ou Hafed ou Hafez (en arabe : حفيظ) (m) : protecteur
- Hafida ou Hafiza (en arabe : حفيظة) (f) : protectrice
- Hafs (en arabe : حفص) (m) : lionceau
- Hafsa (en arabe : حفصة) (f) : lionne
- Haifa (en arabe : هيفاء) (f) : la grande, la belle, l'élancée
- Hajar ou Hajer (en arabe : هاجر) (f) : généreuse, distinguée, mère d'Ismaël
- Hakam (en arabe : حكم) (m) : juge, équitable
- Hakim (en arabe : حکیم) (m) : juge, sage, équitable, médecin
- Hakima (en arabe : حکیمه) (f) : juge, sage, équitable, médecin
- Hala (en arabe : هالة) (f) : lumière autour de la lune
- Halim (en arabe : حليم) (m) : patient, indulgent
- Halima (en arabe : حليمة) (f) : patiente, indulgente
- Hamad (en arabe : حمد) (m) : louangeur
- Hamdi (en arabe : حمدي) (m) : louange, remerciement
- Hamid (en arabe : حميد) (m) : qui loue Dieu, irréprochable
- Hamida (en arabe : حميدة) (f) : qui loue Dieu
- Hamoud (en arabe : حمود) (m) : celui qui est très louangeur
- Hamza (en arabe : حمزة) (m) : lion, sévère
- Hana ou Hanae (en arabe : هَناء) (f) : félicité
- Hanane ou Hanen (en arabe : حنان) (f) : tendresse
- Hanbal (en arabe : حنبل) (m) : habit de peau
- Hani ou Heni (en arabe : هاني) (m) : heureux
- Hania (en arabe : هانية) (f) : tranquillité
- Hanif (en arabe : حنيف) (m) : qui rejette l'erreur et la déviation pour revenir sur la voie de la rectitude
- Hanifa (en arabe : حنيفة) (f) : croyante
- Hanine (en arabe : حنين) (f) : tendresse, affection
- Hanna (en arabe : حنّة) (f) : pitié, compassion
- Haris (en arabe : حارس) (m) : qui étudie ou médite
- Harith (en arabe : حارث) (m) : qui cultive la terre, qui laboure et ensemence, qui étudie
- Haroun (en arabe : هارون) (m) : Aaron
- Hasan (m) ou Hassan (en arabe : حسن) (m) : le bon, le beau, le fort, le viril, fils d'Ali et Fatima
- Hasna (en arabe : حسناء) (f) : très belle[4]
- Hasni (en arabe : حسني) (m)
- Hassib (en arabe : حسيب) (m) : respectable, considéré, estimé
- Hassiba (en arabe : حسيبة) (f) : respectable
- Hatim ou Hatem (en arabe : حاتم) (m) : juge
- Hayat ou Hayet (en arabe : حياة) (f) : la vie* Haydar (en arabe : حيدر) (m) : lion
- Haydar (en arabe : حيدر) (m) : lion
- Haykal ou Haykel ou Haikel (en arabe : هيكل) (m) : temple
- Haytham (en arabe : هيثم) (m) : descendance de l'aigle
- Hazim ou Hazm (en arabe : هازم) (m) : qui terrasse l'adversaire, le met en déroute
- Hiba (en arabe : هبة) (f) : don
- Hicham ou Hichem ou Icham (en arabe : هشام) (m) : généreux
- Hilal ou Hilel (en arabe : هلال) (m) : fin du croissant de lune
- Hind (en arabe : هند) (f) : abondance
- Hinda ou Henda (en arabe : هندة) (f) : abondance
- Hosni ou Housni (en arabe : حسني) (m) : le bien personnalisé
- Houari (en arabe : هواري) (m) : courageux
- Houbab ou Hubab (en arabe : حباب) (m) : fils de Rével le Madianite, neveu de séphora, femme de Moïse
- Houd ou Hud (en arabe : هود) (f) : celui qui détient la parole
- Houda ou Huda (en arabe : هدى) (f) : la voie qui mène au bien, le droit chemin, sagesse
- Hourayth ou Hurayth (en arabe : حريث) (m) : lionceau
- Houria ou Houriya (en arabe : حورية) (f) : sirène
- Houssam ou Hossam (en arabe : حسام) (m) : sabre tranchant
- Hussein ou Houssein ou Hossein ou Houssine ou Hocine (en arabe : حُسَيْ) (m) : bon et beau

- Haut – A
- B
- C
- D
- E
- F
- G
- H
- I
- J
- K
- L
- M
- N
- O
- P
- Q
- R
- S
- T
- U
- V
- W
- X
- Y
- Z

## I
- Iassu (en arabe : يسوع) (m) : Jésus (seulement pour les chrétiens)
- Iazid (en arabe : يزيد) (m) : le meilleur
- Iazida (en arabe : يزيدة) (f) : la meilleure
- Ibrahim (en arabe : إِبْرَاهِيْمُ) (m) : Abraham, père des prophètes
- Ibtihaj (en arabe : إبتهاج) (f) : jubilation
- Ibtihal (en arabe : إبتهال) (f) : invocation et supplication
- Ibtissam ou Ibtissem ou Btissem (en arabe : إبتسام) (f) : le sourire
- Ichraf ou Ishraf (en arabe : إشراف) (f) : noblesse
- Ichrak ou Ichraq (en arabe : إشراق) (f) : lever de soleil, brillance
- Idir (en arabe : إيدير) (m) : (le) vivant
- Idriss ou Idris (en arabe : إدريس) (m) : Hénoch
- Ihab ou Iheb (en arabe : إيهاب) (m) : faveur divine, la capacité de quelque chose
- Ihsane (en arabe : إحسان) (x) : celui qui fait du bien
- Ikram (en arabe : إكرام) (f) : générosité
- Ilham ou Ilhem (en arabe : إلهام) (x) : inspiration
- Iliès ou Ilyès (en arabe : إِلْيَاس) (m) : du prophète Élie, qui est de caractère divin
- Ilyana ou Iliana (en arabe : إليانا) (f) :élevation de l’esprit ou grandeur
- Imad ou Imed (en arabe : عماد) (m) : sur qui on peut compter
- Imam (en arabe : إمام) (m) : guide religieux, celui qui est devant
- Iman ou Imane ou Imen ou Imène (en arabe : إيمان) (f) : la foi, la croyance
- Imanuil (en arabe : عمانوئيل) (m) : Emmanuel
- Imtinan ou Imtinane (en arabe : إمتنان) (f)) : gratitude, faveur
- Imran (en arabe : عمران) (m) : longue vie et prospérité, contrée peuplée et florissante
- Inane ou Inan (en arabe : عنان) (m) : roi, guide
- Inas ou Inès (en arabe : إيناس) (f) : celle qui est sociable
- Inaya ou Ineya (en arabe : عناية) (f) : soin, attention, sollicitude, providence divine
- Insaf (en arabe : إنصاف) (f) : droite, juste
- Intissar (en arabe : إنتصار) (f)) : gagnante, victoire, victorieuse
- Iqbal ou Ikbal (en arabe : إقبال) (m) : abondance, prospérité, avenir
- Ishaq ou Ishak (en arabe : إسحاق) (m) : Isaac
- Ishraf ou Ichraf (en arabe : إشراف) (x) : noblesse
- Iskandar ou Iskander (en arabe : إسكندر) (m) : Alexandre
- Islam ou Islem (en arabe : إسلام) (x) : soumission
- Ismail ou Ismael (en arabe : إسماعيل) (m) : prophète Ismaël
- Isra ou Israa (en arabe : إسراء) (f) : voyage nocturne que Mahomet aurait fait de La Mecque à Jérusalem puis son ascension à travers les cieux.
- Issa ou Îsâ (en arabe : عيسى) (m) : Jésus (seulement pour les musulmans)
- Issam (en arabe : عصام) (m) : engagement
- Istifan (en arabe : إسطفان) (m) : couronne / Étienne
- Ismahan ou Ismahen (en arabe : أسمهان) (f) : charme divin, beauté divine
- Iyad ou Iyed (en arabe : إياد) (m) : force, autorité
- Izz (en arabe : عز) (m) : honneur, gloire
- Izza (en arabe : عزة) (f) : puissance, force
- Izzat (en arabe : عزت) (f) : honneur, fierté

- Haut – A
- B
- C
- D
- E
- F
- G
- H
- I
- J
- K
- L
- M
- N
- O
- P
- Q
- R
- S
- T
- U
- V
- W
- X
- Y
- Z

## J
- Jâafar ou Jafar (en arabe : جعفر) (m) : ruisseau, fleuve
- Jabal (en arabe : جبل) (m): montagne, symbole de la puissance
- Jabala ou Jabla (en arabe : جبلة) (f): montagne, symbole de la puissance
- Jabir ou Jaber (en arabe : جابر) (m) : réparer une fracture, restaurer une situation, assister quelqu'un en difficulté
- Jabira (en arabe : جابرة) (f) : réparer une fracture, restaurer une situation, assister quelqu'un en difficulté
- Jad (en arabe : جاد) (m): sérieux
- Jahid (en arabe : جاهد) (m) : qui s'efforce
- Jahida (en arabe : جاهدة) (f) : qui s'efforce
- Jalal ou Jalel (en arabe : جلال) (m) : majesté
- Jalil (en arabe : جليل) (m) : grandeur
- Jalila (en arabe : جليلة) (m) : majestueuse
- Jalloul ou Jelloul (en arabe : جلّول) (m) : majestueux
- Jamal ou Jamel (en arabe : جمال) (m) : beauté
- Jamel-Rayan (en arabe : جمال ريان) (m) : beauté éternelle
- Jamil (en arabe : جميل) (m) : beau
- Jamila (en arabe : جميلة) (f) : belle
- Jaouad ou Jawad ou Jawed (en arabe : جواد) (m) : généreux, d'une excellente nature, le cheval pur sang arabe
- Jaouida ou Jawida (en arabe : جويدة) (f) : généreuse, gentille
- Jarir (en arabe : جرير) (m) : bride, corde, licou
- Jassem ou Jassim ou Jessim (en arabe : جاسم) (m) : le grand, le fantastique[5]
- Jasmine (en arabe : جیسمین) (f) : jasmin
- Jawaher (en arabe : جواهر) (f) : bijoux, perles, gemmes
- Jawdat ou Jaoudat (en arabe : جودت) (m) : pluie abondante
- Jawhar ou Jaouhar (en arabe : جوهر) (x) : centre, cœur, noyau (m) pour femme, joyau, perle (f)
- Jana ou Jenna (en arabe : جنّة) (f) : paradis
- Jibran ou Jubran (en arabe : جبران) (m) : fier, superbe et orgueilleux
- Jibril ou Jebril ou Jibraïl (en arabe : جبريل) (m) : l'ange Gabriel
- Jihad (en arabe : جهاد) (x) : effort
- Jihane ou Jihan ou Jihene (en arabe : خيهان) (f) : vie d'ici-bas, safran
- Jinane ou Jinen (en arabe : جِنَان) (f) : pluriel de paradis
- Jouhara (en arabe : جوهرة) (f) : bijou
- Jounaid ou Jounayd ou Junayd (en arabe : جنيد) (m) : jeune guerrier

- Haut – A
- B
- C
- D
- E
- F
- G
- H
- I
- J
- K
- L
- M
- N
- O
- P
- Q
- R
- S
- T
- U
- V
- W
- X
- Y
- Z

## K
- Kacem ou Kassem ou Kassim (en arabe : قاسم) (m) : qui divise, qui partage
- Kadhim ou Kazim (en arabe : كاظم) (m) : qui se domine, se contient
- Kadir ou Kader (en arabe : قادر) (m) : puissant
- Kadira (en arabe : قادرة) (m) : puissante
- Kahil (en arabe : كحيل) (m) : celui qui a les yeux noirs maquillés de Khôl
- Kahila (en arabe : كحيلة) (f) : celle qui a les yeux noirs maquillés de Khôl
- Kahina (en arabe : كاهنة) (f) : reine des Aurès
- Kais (en arabe : قيس) (m) : fierté
- Kalila (en arabe : كليلة) (f) : amie
- Kalthoum ou Kaltoum ou Kulthoum ou Kultoum (en arabe : كلثوم) (f) : a des joues colorées
- Kamar (en arabe : قمر) (x) : lune
- Kamel, Kamil ou Kamal (en arabe : كامل) (m) : parfait
- Kamila (en arabe : كاملة) (f) : parfaite
- Kaouthar ou Kaouther ou Kaoutar (en arabe : كاوثير) (f) : prospérité, abondance (nom d'un fleuve du Paradis)
- Karam (en arabe : كرم) (m) : générosité
- Karama (en arabe : كرامة) (f) : noblesse, grandeur d'âme
- Karim (en arabe : كاريم) (m) : généreux, clément
- Karima (en arabe : كاريمة) (f) : généreuse, clémente, douce
- Karina (en arabe : كارين) (f) : bien-aimée, chère
- Kathir (en arabe : كثير) (m) : abondant, nombreux
- Katib (en arabe : كاتب) (m) : qui écrit, écrivain, homme de lettres
- Katiba (en arabe : كاتبة) (f) : qui écrit, écrivain, femme de lettres
- Kelyan (en arabe : كليان) (m) : qui apaise le feu
- Kenan ou Kaynan (en arabe : قَيْنَان) (m) : patriarche biblique
- Kenza (en arabe : كنزة) (f) : trésor
- Kenzi (en arabe : كنزي) (x) : mon trésor
- Khadija ou Khadidja (en arabe : خَدِيجَة) (f)
- Khadra (en arabe : خضرة) (f) : verte
- Khaireddine ou Kheireddine ou Kheyredine (en arabe : خير الدين) (m)
- Khalaf (en arabe : خلف) (m) : successeur, héritier
- Khalid ou Khaled (en arabe : خالد) (m) : éternel, demeurant pour l'éternité au paradis, bienheureux
- Khalil (en arabe : خليل) (m) : ami, bien-aimé
- Khalifa ou Khelifa (en arabe : خليفة) (m) : successeur, calife
- Khalis ou Khaliss (en arabe : خالص) (m) : pur
- Khalissa (en arabe : خالصة) (f) : pure
- Khamis (en arabe : خميس) (m) : le cinquième
- Khaoula ou Khawla (en arabe : خولة) (f) : gazelle ou lionne
- Kheira (en arabe : خيرة) (f) : la meilleure
- Khézia ou Khazia (en arabe : خزية) (f) : bonté, sagesse
- Khouloud (en arabe : خلود) (f) : vie éternelle
- Kouider (en arabe : قويدر) (m)
- Koumail ou Kumail (en arabe : ڪميل) (m) : ami le plus proche de Ali ben abi Taleb, le gendre de Mahomet.
- Kounouz (en arabe : كنوز) (x) : trésors
- Kusai ou Kusay (en arabe : قصي) (m) : clémentine
- Koutaïba ou Kutaïba ou Koutayba ou Kutayba (en arabe : قتيبة) (m) : homme nerveu, se mettre en colère rapidement

- Haut – A
- B
- C
- D
- E
- F
- G
- H
- I
- J
- K
- L
- M
- N
- O
- P
- Q
- R
- S
- T
- U
- V
- W
- X
- Y
- Z

## L
- Labib (en arabe : لبيب) (m) : intelligent
- Labid (en arabe : لَبيد) (m) : justice
- Labida (en arabe : لَبيدة) (f) : qui séjourne dans un pays, qui est attaché à une terre prospère, oiseau qui reste à terre
- Lahcen ou Lahsen (en arabe : لحسن) (m) : al-Hassen
- Lahoussine (en arabe : الحسين) (m) : forme maghrébine d'al-Houssine
- Laila ou Layla ou Leila ou Leyla ou Lila (en arabe : ليلى) (f) : la nuit, la fidélité
- Lakhdar (en arabe : لخضر) (m) : le vert
- Lama (en arabe : لمى) (f) : couleur rouge foncé des lèvres
- Lamia ou Lamya (en arabe : لمياء) (f)
- Lamis (en arabe : لميس) (f) : femme douce
- Lamine (en arabe : لامين) (m) : al-Amin (الأمين). Pays maghrébins.
- Lamina (prénom) version féminine de Lamine
- Lamjed (en arabe : لمجد) (m) : glorieux, généreux (en forme superlative)
- Laouni (en arabe : العوني) (m) : celui qui aide
- Laoura ou Laura ou Lara (en arabe : لورا) (f) : laurier
- Larbi (en arabe : العربي) (m) : al-Arbi, l'arabe
- Larossi ou Laroussi (en arabe : لعروسي) (m)
- Latif (en arabe : لطيف) (m) : sensible, bienveillant
- Latifa (en arabe : لطيفة) (f) : sensible, bienveillante
- Layal (en arabe : ليال) (f) : la nuit
- Layane (en arabe : ليان) (f) : douceur, souplesse, caractère doux et facile
- Lazhar (en arabe : لزهر) (m) : le chanceux (la chance)
- Leith ou Laith ou Layth (en arabe : ليث) (m) : lion
- Liassine (en arabe : لياسين) (m) :
- Lidia ou Lydia (en arabe : ليديا) (f) nom d'origine grecque.
- Lilia ou Lilya (en arabe : ليلية) (f) : ce qui m'appartient est à Dieu
- Lina ou Lyna (en arabe : لينة) (f) : souple, esprit de conciliation
- Linda ou Lynda (en arabe : ليندا) (f) : D'origine espagnole. belle en espagnol
- Lotfi ou Loutfi ou Lutfi (en arabe : لطفي) (m) : doux
- Lotfia ou Loutfia ou Lutfia (en arabe : لطفية) (f) : douce
- Louai ou Louay (en arabe : لؤي) (m) : lionceau, petit taureau
- Loubna ou Lubna ou Lobna (en arabe : لبنة) (f) : arbuste donnant du miel
- Louisa (en arabe : لويزة) (f) : pierre précieuse, pièce d'or
- Loujain ou Loujaine ou Loujayn (en arabe : لجين) (f) : c'est de l'argent
- Lout ou Lut (en arabe : لوط) (m) : Loth
- Louna (en arabe : لونة) (f) : palmier aux fruits excellents
- Luka ou Lûka (en arabe : لوكا) (m) : qui triomphe, gagnant
- Luqman ou Locqman (en arabe : لقمان) (m) : sage qui a donné son nom à une sourate

- Haut – A
- B
- C
- D
- E
- F
- G
- H
- I
- J
- K
- L
- M
- N
- O
- P
- Q
- R
- S
- T
- U
- V
- W
- X
- Y
- Z

## M
- Mabrouk (en arabe : مبروك) (m) : variante de Moubarak
- Maha (en arabe : مهى) (f) : le cristal, celle qui élève (en hébreu)
- Mahdi ou Mehdi (en arabe : مهدي) (m) : celui guidé par Dieu
- Mahi (en arabe : ماهي) (m) : qui efface
- Mahir ou Maher ou Meher (en arabe : ماهر) (m) : adroit, talentueux
- Mahira ou Mahera (en arabe : ماهرة) (m) : ingénieuse, adroite, habile de ses mains, émérite
- Mahjoub ou Majoub (en arabe : محخوت) (m) : l'invisible, confidentiel, préservé
- Mahjouba ou Majouba (en arabe : محخوتة) (f) : l'invisible, confidentielle, préservée, dissimulée aux regards par un voile
- Mahmoud ou Mahmud (en arabe : محمود) (m) : méritant
- Mahraz ou Mahrez (en arabe : محرز) (m) : celui qui est gardé et préservé
- Mahtab (en arabe : ماهتاب) (f) : claire de lune
- Maimana ou Maymana (en arabe : ميمنة) (f) : le lieu de la droite, la félicité
- Maimoun ou Maymoun Mimoune ou Mimoun (en arabe : ميمون) (m) : le fortuné
- Maimouna ou Maymouna ou Mimouna (en arabe : ميمونة) (f) : la fortunée
- Maisara ou Maysara (en arabe : ميسرة) (f) : douceur, aisance, richesse
- Maïssa ou Maïssae ou Mayssa ou Mayssae (en arabe : ميساء) (f) : celle qui marche avec fierté, celle qui se pavane, prénom dérivé de Maïssane
- Maïssane ou Maissane ou Maysan (en arabe : ميسان) (f) : richesse et aisance, dont la démarche est gracieuse
- Majd (en arabe : مخد) (m) : gloire
- Majda (en arabe : مخدة) (f) : gloire, honneur
- Majdi (en arabe : مخدي) (m) : glorieux, noble
- Majdouline ou Majdoline (en arabe : مخدولين) (f) : le courage la beauté
- Majid ou Madjid ou Majed ou Madjed (en arabe : مجيد) (m) : glorieux, illustre
- Majida ou Majeda (en arabe : ةمجيد) (f) : glorieuse, illustre
- Makhlouf (en arabe : مخلوف) (m) : qui laisse sa place à autrui
- Makram (en arabe : مكرم) (m) : généreux et noble, bienfaisant
- Malak ou Malek (en arabe : ملاك) (x) : ange
- Malih ou Melih (en arabe : مليح) (m) : aimable et charmant, qui a un visage gracieux
- Maliha ou Meliha (en arabe : مليحة) (f) : aimable et charmante, qui a un visage gracieux
- Malik ou Malick (en arabe : ملك) (m) : le roi
- Malika ou Malicka (en arabe : ملكة) (f) : la reine
- Mamdouh ou Mamduh ou Memdouh ou Memduh (en arabe : ممدوح) (m) : celui dont on fait l'éloge
- Mamdouha ou Mamduha ou Memdouha ou Memduha (en arabe : ممدوحة) (f) : celle dont on fait l'éloge
- Mamoun ou Memoun (en arabe : مامون) (m) : sûr, de confiance, fiable
- Mamouna ou Memouna (en arabe : مامونة) (f) : sûre, de confiance, fiable
- Manaf (en arabe : مناف) (m) : idole des Arabes durant la période pré-islamique
- Manal ou Manel ou Menel (en arabe : منال) (f) : le souhait, celui (celle) qui obtient toujours ce qu'il (elle) souhaite
- Mandhour (en arabe : منظور) (m) : voué, consacré au culte de Dieu
- Mansour ou Mansur (en arabe : منصور) (m) : le gagnant
- Maoulid ou Mouloud (en arabe : مولد) (m) : naissance
- Marouf (en arabe : معروف) (m) : celui qui est célèbre
- Masoud ou Massoud ou Messaoud ou Mesaoud (en arabe : مسعود) (m) : celui qui est heureux et fortuné
- Maram (en arabe : مرام) (f) : désir
- Maroua ou Marwa (en arabe : مروة) (f) : nom d'une colline au sein du sanctuaire de La Mecque
- Marouane ou Marouan ou Marwan ou Marwane ou Mérouane ou Mérouan ou Merwan (en arabe : مروان) (m) : quartz
- Mariam ou Maryam ou Mariem ou Meriam ou Meriem ou Meryem ou Miriam ou Miryam ou Myriam (en arabe : مريم) (f) : Marie
- Marzouq ou Marzoug ou Marzouk (en arabe : مرزوق) (m) : veinard, sustenté par Dieu, gratifié, comblé
- Marzouqa ou Marzouga ou Marzouka (en arabe : مرزوقة) (f) : veinarde, sustentée par Dieu, gratifiée, comblée
- Matine ou Matin (en arabe : متين) (m) : le robuste, fort et solide
- Matina (en arabe : متينة) (f) : la robuste, forte et solide
- May (en arabe : مي) (f) : jeune servante qui se met au service des autres
- Maya (en arabe : مايا) (f) : aimée
- Mayada (en arabe : ميادة) (f) : qui marche avec fierté en se balançant, qui a une démarche ondulante
- Mazin ou Mazine ou Mazene ou Mazen (en arabe : مازن) (m) : louangeur
- Mazina (en arabe : مازنة) (f) : celle qui fait les louanges
- Médina ou Médyna ou Médhina ou Médhyna (en arabe : مدينة) (f) : ville sainte de l'Islam
- Médine (en arabe : مدين) (m) : ville sainte de l'Islam
- Mekki (en arabe : مكي) (m) : de La Mecque
- Melhem ou Milhim (en arabe : ملحم) (m)
- Melina ou Melyna ou Mellina ou Mellyna (prénom) (en langue arabe) ملينا : femme-abeille
- Mélissa (en arabe : ميليسا) (f) : femme-abeille
- Messaouda (en arabe : مسعودة) (f) : joyeuse
- Méziane ou Myziane : qui tient des propos élogieux, bon, bien
- M'hamed (en arabe : مُحَمَّدُ) (m) : Mohammed
- M'hand ou Mohand (en arabe : محند) (m) Contraction de Mohamed en berbère
- Mikhaïl (en arabe : ميخائيل) (m) : Michel
- Milad ou Miled (en arabe : ميلاد) (m) : la naissance
- Miloud (en arabe : ميلوُد) (m) : la naissance
- Milouda (en arabe : ميلوُدة) (f) : la naissance
- Mina (en arabe : مينا) (m) : beauté suprême
- Mohammed ou Mohamed ou Mohammad ou Muhammad ou Muhamad ou Muhammed (en arabe : مُحَمَّدُ) (m) : prophète de l'Islam, le digne d'éloges.
- Mohammed-Ali (en arabe : مُحَمَّدُ عَلِيّ) (m)
- Mohammed-Amine (en arabe : مُحَمَّدُ أمين) (m)
- Mokhtar ou Moktar (en arabe : مختار) (m) : l'élu, celui qui est choisi
- Moncef (en arabe : منصف) (m) : équitable
- Mouammar (en arabe : معمر) (m) : celui qui est prospère et florissant
- Mouawiya (en arabe : معاوية) (m) : renardeau, chiot
- Moubachir (en arabe : مبشر) (m) : qui annonce de bonnes nouvelles
- Moubachira (en arabe : مبشرة) (f) : qui annonce de bonnes nouvelles
- Moubarak (en arabe : مبارك) (m) : béni, chanceux, florissant
- Moudjaab (en arabe : مجاب) (m)
- Moudrik ou Mudrik (en arabe : مدرك) (m) : qui perçoit bien les choses, qui sait, qui parvient à son but
- Moudrika ou Mudrika (en arabe : مدركة) (f) : qui perçoit bien les choses, qui sait, qui parvient à son but
- Moufid ou Mufid (en arabe : مفيد) (f) : bénéfique et bienfaisant, utile
- Moufida ou Mufida (en arabe : مفيدة) (f) : bénéfique et bienfaisante, utile
- Moughith ou Mughith (en arabe : مغيث) (m) : sauveur
- Moughitha ou Mughitha (en arabe : مغيثة) (f) : celle qui sauve
- Mohsine ou Mohsin ou Mohsen ou Mouhsine ou Mouhcine ou Muhsin (en arabe : محسن) (m) : le bienfaisant
- Moqtada ou Muqtada (en arabe : مقتدى) (m)
- Mouad ou Mouadh ou Muad ou Muadh (en arabe : مُعاذ) (m) : protégé par Dieu
- Moukaram ou Mokarram ou Mukarram (en arabe : مكرم) (m) : honoré, respecté, vénéré
- Moumine ou Moumin (en arabe : مؤمن) (m) : croyant
- Moumina (en arabe : مؤمنة) (m) : croyante
- Mouna ou Mona ou Muna (en arabe : منى) (f) : souhaits
- Moundir ou Moundhir ou Mounzir (en arabe : منذر) (m) : celui qui avertit et prévient. prédicateur
- Mounia ou Munia ou Monia (en arabe : منية) (f) : souhait
- Mounir (en arabe : منير) (m) : lumineux
- Mounira ou Munira ou Monira (en arabe : منيرة) (f) : lumineuse
- Mourad ou Murad ou Morad (m) : le désiré, le souhaité
- Mourtada ou Mourtadha ou Mourtaza ou Mortada ou Mortaza (en arabe : مرتضى) (m) : qui satisfait les autres
- Mouslim ou Muslim (en arabe : مسلم) (m) : soumis
- Mouslima ou Muslima (en arabe : مسلمة) (f) : soumise
- Moussa (en arabe : مُوسَى) (m) : Moïse
- Moussab (en arabe : مصعب) (m) : étalon, symbole de noblesse
- Moustapha ou Moustafa ou Mustapha ou Mustafa (m) : le choisi ou le Messie
- Mouti ou Moutii (en arabe : مطيع) (m) : obéissant
- Mouwaffaq (en arabe : موفق) (m) : qui obtient succès et réussite
- Mouwaffaqa (en arabe : موفقة) (f) : qui obtient succès et réussite
- Muaid (en arabe : مؤيد) (m) : favorable
- Muiz ou Muez ou Moez (en arabe : معز) (m) : qui procure la puissance

- Haut – A
- B
- C
- D
- E
- F
- G
- H
- I
- J
- K
- L
- M
- N
- O
- P
- Q
- R
- S
- T
- U
- V
- W
- X
- Y
- Z

## N
- Nabih (en arabe : نبيه) (m) : éveillé, attentif, à l'esprit clair et vif
- Nabiha (en arabe : نبيهة) (f) : éveillée, attentive, à l'esprit clair et vif
- Nabil (en arabe : نبيل) (m) : le noble
- Nabila (en arabe : نبيلة) (f) : la noble
- Nada (en arabe : ندى) (f) : rosée
- Nadia ou Nadiya ou Nadya (en arabe : نادية) (f) : celle qui appelle
- Nadim (en arabe : نديم) (m) : qui regrette et se repent
- Nadima (en arabe : نديمة) (f) : qui regrette et se repent
- Nadir ou Nader (en arabe : ندير) (m) : avertisseur, zénith, rare
- Nadira ou Nadera (en arabe : نديرة) (f) : prospère
- Nail ou Nael (en arabe : نائل) (m) : celui qui aime le travail bien fait, gagner
- Naila (en arabe : نائلة) (f) : celle qui aime le travail bien fait, gagner
- Nafi (en arabe : نافع) (m) : qui se rend utile aux autres, bienfaisant, salutaire
- Nafis (en arabe : نفيس) (m) : précieux, de grande valeur
- Nafissa (en arabe : نفيسة) (f) : précieuse, de grande valeur
- Nahid ou Nahed (en arabe : ناهد) (x) : lion, fougueux, qui attaque de front ; la généreuse, le généreux
- Nahil (en arabe : ناهل) (m) : désaltéré
- Nahila (en arabe : ناهلة) (f) : désaltérée
- Nahla ou Nehla (en arabe : نحلة) (f) : abeille
- Naif (en arabe : نائف) (m) : celui qui excède et surpasse
- Naifa (en arabe : نائفة) (f) : celle qui excède et surpasse
- Nail (en arabe : نائل) (m) : don, grace, faveur, présent
- Naila ou Neila (en arabe : نائلة) (f) : don, grace, faveur, présent
- Naim ou Naïm (en arabe : نعيم) (m) : félicité
- Naima ou Naïma (en arabe : نعيمة) (f) : délicate
- Najah (en arabe : نجاح) (f) : succès, réussite
- Najat ou Najet ou Najette (en arabe : نجاة) (f) : délivrance, salut éternel, sauvée, secours
- Najd (en arabe : نجد) (m) : guide habile, province d'arabie, brave, courageux
- Najda (en arabe : نجدة) (f) : vigueur, courage, assistance, bataille
- Najib ou Nadjib ou Nejib (en arabe : نجيب) (m) : de noble ascendance, doué de qualités supérieures
- Najiba ou Nejiba (en arabe : نجيبة) (f) : de noble ascendance, douée de qualités supérieures
- Najil (en arabe : ناجل) (m) : qui engendre, qui a une descendance, noble
- Najila (en arabe : ناجلة) (m) : qui engendre, qui a une descendance, noble
- Najim ou Nadjim (en arabe : نجيم) (m) : toile
- Najima ou Nadjima (en arabe : نجيمة) (f) : petite étoile, étoilée
- Najla ou Nejla (en arabe : نجلاء) (f) : qui a de grands et jolis yeux
- Najma ou Nadjma ou Nejma ou Nedjma (en arabe : نجمة) (f) : étoile, astre
- Najoua ou Najwa (en arabe : نجوى) (f) : secret, confidence
- Naoual ou Nawal Naouel ou Nawel (en arabe : نوال) (f) : don, grâce
- Naoufal ou Naoufel ou Nawfel (en arabe : نوفل) (m) : don, cadeau, homme généreux, jeune homme très beau
- Nardine (en arabe : نردين) (f) : valériane
- Narjis ou Narjiss ou Narjes ou Narjesse ou Nargesse (en arabe : نرجس) (f) : Narcisse
- Narimane ou Narimène ou Nerimene ou Nerimane (en arabe : ناريمان)(f) : le fleuve de la foi
- Nassif ou Nacif ou Nassef ou Nacef (en arabe : ناصف) (m) : qui juge ou agit avec équité
- Nasri ou Nosri ou Nousri (en arabe : نصري) (m) : de tempérament victorieux
- Nassifa (en arabe : ناصفة) (m) : qui juge ou agit avec équité
- Nassih (en arabe : ناصح) (m) : loyal
- Nassiha ou Nasiha (en arabe : ناصحة) (f) : celle qui est pure et sincère
- Nassil ou Nasil (en arabe : نسيل) (f) : gouttes de miel qui coulent d'un gâteau
- Nassila ou Nasila (en arabe : نسيلة) (f) : miel qui coule des rayons
- Nassim ou Nacim (en arabe : نسيم) (m) : air frais, brise
- Nassima ou Nacima ou Nasma (en arabe : نسيمة) (f) : air frais, brise
- Nassir ou Nacir ou Nasser ou Nacer ou Nasr (en arabe : ناصر) (m) : vainqueur, le sauveur, celui qui soutient
- Nassira ou Nacira Nassera ou Nacera (en arabe : ناصرة) (f) : vainqueur, le sauveur, celui qui soutient
- Nassrallah ou Nassrullah ou Nassirullah (en arabe : نصر الله) (m) : victoire de Dieu
- Nassreddine ou Nacereddine ou Nassruddine (en arabe : ناصر الدين) (m) : victoire de la religion
- Nawaf (en arabe : نواف) (m) : très élevé, qui surplombe et domine
- Nayif ou Nayef (en arabe : نايف) (m) : grand, élevé
- Nayifa (en arabe : نايفة) (f) : celle qui excéde, celle qui surpasse
- Nazih (en arabe : نازه) (m) : celui qui est pur et continent
- Naziha (en arabe : نزيهة) (f) : loyale
- Nezha (en arabe : نزهة) (f) : vertueuse
- Nidhal ou Nidal (en arabe : نضال) (m) : la résistance, persévérance, acharnement
- Nihad (en arabe : نهاد) (m) : l'élite, un homme beau et robuste
- Nihal ou Nihel (en arabe : نهال) (f) : qui est désaltérée
- Nima (en arabe : نعمة) (f) : bienfait
- Nissrine ou Nisrine ou Nessrine ou Nesrine (en arabe : نسرين) (f) : églantine
- Nizar (en arabe : نـزار) (m) : rare, qui se trouve en petite quantité
- Nordine (en arabe : نور الدين) (m) : lumière de la religion
- Nouar ou Nouwar ou Naouar ou Nawar (en arabe : نوار) (m) : fleur blanche
- Nouara (en arabe : نوارة) (f) : fleur blanche
- Nouh ou Nuh (en arabe : نوح) (m) : Noé
- Nouha ou Noha (en arabe : نهى) (f) : intelligence, prudence
- Nouhad (en arabe : نهار) (f) : mesure, quantité
- Nouham ou Noham (en arabe : نحام) (m) : flamant rose
- Nouhama ou Nohama (en arabe : نحامة) (f) : flamant rose
- Nouman ou Numan ou Noman (en arabe : نعمان) (m) : sang
- Noumayr ou Numayr (en arabe : نمير) (m) : tigron
- Nour ou Noor ou Nur (en arabe : نور) (x) : lumière
- Noura ou Nora (en arabe : نورة) (f) : lumière
- Noureddine (en arabe : نور الدين) (m) : lumière de la religion
- Nouri ou Nuri (en arabe : نوري) (m) : illuminé
- Nouria ou Noria (en arabe : نورية) (f) : illuminée
- Noussair ou Noussayr ou Nussayr (en arabe : نسير) (m) : aiglon
- Noussayb (en arabe : نسيب) (m) : remarquable
- Noussayba (en arabe : نسيبة) (f) : remarquable

- Haut – A
- B
- C
- D
- E
- F
- G
- H
- I
- J
- K
- L
- M
- N
- O
- P
- Q
- R
- S
- T
- U
- V
- W
- X
- Y
- Z

## O
- Omran ou Omrane (en arabe : عمران) (m) : popularité
- Ons (en arabe : اوقيه) ou Ouns (f) : agneau
- Ouaddah ou Ouadah (en arabe : وضّاح) (m) : beau, clair de peau
- Ouadih (en arabe : وديع) (m) : le doux
- Ouafa ou Ouafae (en arabe : وفاء) (f) : fidélité
- Ouafiq ou Ouafik (en arabe : وفيق) (m) : qui s'accorde et s'entend bien avec les autres
- Ouafiqa ou Ouafika (en arabe : وفيقة) (m) : qui s'accorde et s'entend bien avec les autres
- Ouahbi (en arabe : وهبي) (m)
- Ouahib (en arabe : واهب) (m) : qui offre, généreux donateurs
- Ouahiba (en arabe : واهبة) (f) : qui offre, généreux donateurs
- Ouahid (en arabe : وحيد) (m) : l'unique
- Ouahida (en arabe : وحيدة) (f) : l'unique
- Ouajdi (en arabe : وجدي) (m) : qui trouve ce qu'il désire
- Ouajih ou Wajih (en arabe : وجيه) (m) : qui est considéré, distingué
- Oualid (en arabe : وليد) (m) : le fils
- Oualida (en arabe : وليدة) (m) : la mère bien aimée
- Ouarda (en arabe : وردة) (f) : rose
- Ouassim (en arabe : وسيم) (m) : beaux traits
- Ouassima (en arabe : وسيمة) (f) : beaux traits
- Oubada (en arabe : عبادة) (m) : qui adore beaucoup Dieu
- Oubayd ou Oubaied ou Obaid (en arabe : عبيد) (m) : petit adorateur
- Oubayda ou Oubaida (en arabe : عبيدة) (x) : petit adorateur
- Oulfa ou Olfa (en arabe : أُلفة) (f) : affinité, amitié, intimité, union des cœurs
- Othmane ou Othman ou Othmene ou Osmane ou Osman (en arabe : عثمان) (m) : jeune dragon, serpent
- Ouassil (en arabe : واصل) (m) : le lien, intermédiaire
- Ouassila (en arabe : واصلة) (f) : le lien, intermédiaire
- Ouathiq ou Ouathik (en arabe : واثق) (m) : qui est confiant, rassuré
- Ouathiqa ou Ouathika (en arabe : واثقة) (f) : qui est confiante, rassurée
- Oudaï ou Ouday ou Odaï (en arabe : عُدي) (m) : la troupe qui commence l'attaque
- Ouissal ou Ouissale (en arabe : وصال) (f) : lien
- Oulaya (en arabe : علية) (f) : proximité de Dieu, sainteté
- Oum ou Oumm (en arabe : أُمّ) (f) : mère
- Oumaïma ou Oumeyma ou Omaima (en arabe : أُميمة) (f) : petite mère
- Oumar ou Omar (en arabe : عمر) (m) : destiné à une vie longue, féconde et prospère
- Oumaya (en arabe : أُمية) (f) : jeune servante
- Oumnia (en arabe : أُمنية) (f) : Un vœu
- Ourwa ou Orwa (en arabe : عروة) (m) : lion
- Ouqba ou Oqba (en arabe : عقبة) (m) : trace de beauté
- Oussama ou Ossama (en arabe : أُسامة) (m) : lionceau

- Haut – A
- B
- C
- D
- E
- F
- G
- H
- I
- J
- K
- L
- M
- N
- O
- P
- Q
- R
- S
- T
- U
- V
- W
- X
- Y
- Z

## P
Le son « P » n’existant pas en arabe, aucun prénom ne commence par celui-ci.

## Q
- Qabis (en arabe : قابص) (m) : celui qui est agile et vif
- Qabissa (en arabe : قابصة) (m) : celle qui est agile et vive
- Qabus (en arabe : قابوس) (m) : hommes aux beaux visages
- Qacem ou Qasem ou Qasim (en arabe : قاسم) (m) : qui divise, qui partage
- Qadir ou Qader (en arabe : قادر) (m) : puissant
- Qadira (en arabe : قادرة) (m) : puissante
- Qais (en arabe : قيس) (m) : fierté
- Qamar (en arabe : قمر) (x) : lune
- Qāynān (en arabe : قَيْنَان) (m) : patriarche biblique
- Qoudama (en arabe : قدامة) (m) : qui est au premier rang, en tête, le premier à l'attaque, valeureux
- Qoussaï ou Qossaï ou Qusai ou Qusay (en arabe : قصي) (m) : clémentine
- Qoutaïba ou Qutaïba ou Qoutayba ou Qutayba (en arabe : قتيبة) (m) : homme nerveu, se mettre en colère rapidement

- Haut – A
- B
- C
- D
- E
- F
- G
- H
- I
- J
- K
- L
- M
- N
- O
- P
- Q
- R
- S
- T
- U
- V
- W
- X
- Y
- Z

## R
- Rabab (en arabe : رباب) (f) : nuages qui changent de nuance, passant du blanc au noir
- Rabah ou Rabeh (en arabe : رابح) (m) : gagnant
- Rabi ou Rabii (en arabe : ربيع) (m) : printemps
- Rabia (en arabe : رابعة) (f) : printemps
- Racha (en arabe : رشا) (f) : la sympathique, l'ouverte et l'extravertie
- Rachad ou Rashad ou Rached ou Rashed (en arabe : رشاد) (m) : droiture
- Rachid ou Rashid (en arabe : راشد) (m) : le sage, le bien guidé
- Rachida ou Rashida (en arabe : راشدة) (f) : la sage, la bien guidée
- Radhi ou Radi (en arabe : راضي) (m) : le satisfait
- Radhia ou Radia (en arabe : راضية) (f) : la satisfaite
- Rafiq ou Rafik ou Refiq ou Refik (en arabe : رافيق) (m) : ami
- Rafaïl (en arabe : رفائيل) (m) : Raphaël
- Rafiqa ou Rafika ou Refika (en arabe : رافيقة) (f) : amie
- Raid ou Raed (en arabe : رائد) (m) : guide, éclaireur, pionnier, précurseur
- Raida ou Raeda (en arabe : رائدة) (f) : Guide, éclaireur, pionnière, précurseur
- Raghad (en arabe : راغب) (f) : abondance
- Raghib ou Ragheb (en arabe : راغب) (m) : affectueux, partisan
- Raghiba ou Ragheba (en arabe : راغبة) (f) : affectueuse, partisane
- Raghid ou Raghed (en arabe : رغيد) (m) : qui a une vie de richesse
- Raghida ou Ragheda (en arabe : رغيدة) (f) : qui a une vie de richesse
- Rahab ou Rehab ou Rihab (en arabe : رحاب) (f) : terre très vaste
- Rahaf ou Rehaf (en arabe : رهف) (f) : finesse et délicatesse
- Rahane ou Rahan ou Rehane ou Rehan (en arabe : رحهن) (m) : les portes du paradis
- Rahma (en arabe : رحمة) (f) : clémence
- Rahmatoullah (en arabe : رحمتالله) (x) : clémence de Dieu
- Rahmouna (en arabe : رحمونة) (f)
- Raïs ou Rais (en arabe : رئیس) (m) : chef
- Raïssa ou Raissa (en arabe : رایسة) (f) : croyante
- Raja ou Rajaa (en arabe : رجاء) (f) : désir
- Rajab (en arabe : رَجَب) (m) : mois lunaire du calendrier islamique
- Rajia ou Rajiya (en arabe : رجية) (f) : celle qui espère
- Rakin (en arabe : ركين) (m) : ferme, posé, au jugement sûr
- Rakina (en arabe : ركينة) (f) : ferme, posée, au jugement sûr
- Ramadan ou Ramadhan ou Ramdan ou Ramazan ou Ramzan (en arabe : رمضان) (m) : mois lunaire du calendrier islamique
- Rami ou Ramy (en arabe : رامي) (m) : qui lance, tireur
- Ramia ou Ramya (en arabe : رامية) (f) : celle qui décoche des flèches par ses regards
- Ramla (en arabe : رملة) (f) : grain de sable
- Ramzi ou Ramzy (en arabe : رمزي) (m) : vivant
- Ramzia ou Ramziya (en arabe : رمزية) (f) : vivante
- Rana (en arabe : رنا) (f) : dont on admire la beauté
- Randa (en arabe : رندا) (f) : ont parfumé l'arbre
- Rani ou Rany (en arabe : راني) (m) : admirateur, contemplateur
- Rania ou Raniya (en arabe : رانية) (f) : qui se suffit de peu, libérée du besoin
- Raoudha ou Raudha ou Rawdha ou Rawda (en arabe : روضة) (f) : jardin
- Rasim ou Racim (en arabe : راسِم) (m) : planificateur, le graveur, dessinateur
- Raslen ou Raslane (en arabe : رسلان) (m) : lion
- Rayan ou Rayane ou Rahyane ou Rayanne (en arabe : ريان) (x) : vigoureux , belle
- Rayhan (en arabe : ريحان) (m) : myrte, herbe à feuillage toujours vert et à petites fleurs blanches à l'odeur agréable
- Razi (en arabe : رازي) (m) : conquérant
- Razine ou Razin (en arabe : رزين) (m) : celui qui est grave et constant
- Razina (en arabe : رزينة) (f) : celle qui est grave et constante
- Raziq ou Reziq ou Razik ou Rezik (en arabe : رازق) (m) : nourricier, qui offre la subsistance, qui rassasie de bonnes choses
- Raziqa ou Reziqa ou Razika ou Rezika (en arabe : رازقة) (m) : nourricière, qui offre la subsistance, qui rassasie de bonnes choses
- Riadh ou Riad ou Riyadh ou Riyad (en arabe : رياض) (m) : jardins luxuriants et paradisiaques où l'eau abonde, bassins
- Ridha ou Rida ou Redha ou Reda ou Reza (en arabe : رضا) (m) : la bénédiction
- Ridouane ou Rizouane ou Rizwan ou Redouane ou Redouane ou Redouan ou Redwane ou Redwan (en arabe : رضوان) (m) : comblé
- Rifat ou Rifaat ou Refat (en arabe : رفعت) (m) : lévation, considération
- Rizq ou Rizk (en arabe : رزق) (x) : abondance
- Riham (en arabe : رهام) (f) : la pluie légère
- Rihana (en arabe : ريحانة) (f) : le basilic
- Rim ou Rime ou Rym ou Reem (en arabe : ريم) (f) : gazelle blanche
- Rima ou Ryma (en arabe : ريما) (f) : gazelle blanche
- Rouane ou Rawane (en arabe : روان) (x) : cours d'eau
- Rouba (f) : collines[à vérifier]
- Rouchdi ou Roushdi ou Rushdi ou Rushdy ou Rochdi ou Roshdi (en arabe : رشدي) (m) : droit
- Roufeida ou Rufaida ou Rufayda (en arabe : رفيدة) (f)
- Roukaya ou Rokhaya (en arabe : رُقَيَّة) (f)
- Roumaissa ou Rumaisa ou Rumaysa (en arabe : رميصاء) (f)
- Rouwaida ou Rowayda (en arabe : رويدة) (f) : douceur, absence de précipitation

- Haut – A
- B
- C
- D
- E
- F
- G
- H
- I
- J
- K
- L
- M
- N
- O
- P
- Q
- R
- S
- T
- U
- V
- W
- X
- Y
- Z

## S
- Saad (en arabe : سعد) (m) : heureux, que le destin favorise
- Saadia ou Saadiya (en arabe : سعدية) (f) : heureuse, que le destin favorise
- Sabah (en arabe : صباح) (x) : le matin
- Saber ou Sabir (en arabe : صبر) (m) : patience
- Sabra (en arabe : صبرة) (f) : patiente
- Sabri ou Sabry (en arabe : صبري) (m) : patient
- Sabria ou Sabrya (en arabe : صبرية) (f) : patiente
- Sabrina ou Sâbrine (en arabe : صبرينة) (f) : D'origine Anglo-Saxon et Italienne.
- Sadan (en arabe : سعدان) (m) : pigeon, tourterelle, colombe
- Sadana (en arabe : سعدانة) (f) : pigeon, tourterelle, colombe
- Sadat (en arabe : سادات) (m) : descendent du prophète
- Saddam (en arabe : صدام) (m) : celui qui confronte
- Sadiq ou Sadik ou Sadeq ou Sadek ou Sadoq (en arabe : صادق) (m) : sauveur, qui dit le droit, le juste
- Sadr ou Sadar ou Sader (en arabe : صدر) (m) : libéré
- Sadr al Din ou Sadreddine ou Sadruddine (en arabe : صدر الدين) (m) : libération de la religion
- Sadri (en arabe : صدري) (m)
- Safa (en arabe : صفاء) (f) : pureté
- Saffana (en arabe : سفّانة) (f) : perle, fille du poète pré-islamique arabe Hatim Atta'i
- Safi (en arabe : صافئ) (m) : puriste, lucide
- Safia ou Safiya (en arabe : صافئة) (f) : pure, fidèle, sagesse
- Safir ou Saphir (en arabe : سفير) (m) : médiateur, messager, ambassadeur, qui voyage beaucoup
- Safieddine : de "safi", pur ; et "din", religion.
- Safira ou Saphira (en arabe : سفيرة) (f) : médiatrice, messagère, ambassadrice, qui voyage beaucoup
- Safouane ou Safwan (en arabe : صفوان) (m) : pur, limpide, lisse
- Sahaba ou Sohaba (en arabe : صَّحَابَة) (m) : compagnons de l'islam ou compagnons du prophète
- Sahl (en arabe : سهل) (f) : plaine
- Sahla (en arabe : سهلة) (f) : facile, simple, doux, au visage lisse
- Sahnoune ou Sahnoun (en arabe : سحنون) (m) : celui qui traite les autres avec bonté
- Saib (en arabe : صائب) (m) : qui agit de manière juste et droite
- Saiba (en arabe : صائبة) (f) : qui agit de manière juste et droite
- Saïd (en arabe : سعيد) (m) : heureux
- Saïda (en arabe : سعيدة) (f) : heureuse
- Saif ou Sayf ou Seif ou Seyf (en arabe : سيف) (m) : épée, sabre
- Saif al Islam ou Sayf al Islam ou Saifulislam (en arabe : سيف الإسلام) (m) : épée de l'islam
- Saifaddine ou Saifeddine ou Saifuddine ou Seyfuddin (en arabe : سيف الدين) (m) : épée de la religion
- Saji ou Sadji (en arabe : ساجي) (m) : le sage, modéré
- Sajia ou Sadjia (en arabe : ساجية) (f) : la sage, modérée
- Sajid ou Sadjid (en arabe : ساجد) (m) : qui se recueille pour adorer Dieu, prosternée
- Sajida ou Sadjida (en arabe : ساجدة) (f) : qui se recueille pour adorer Dieu
- Sajir (en arabe : ساخر) (m) : là où arrive l'eau
- Salah ou Saleh (en arabe : صلاح) (m) : réparation, stable, Shélah
- Salam ou Salem (en arabe : سلام) (m) : « corps sain dans un esprit saint » combattant de la paix
- Salama (en arabe : سلامة) (f) : délivrance
- Saliha (en arabe : صالحة) (f) : de bonne foi, pudique
- Sakhr ou Sakher (en arabe : صخر) (m) : roche, solide
- Sakhri (en arabe : صخري) (m) : roc, rocher
- Sakhria (en arabe : صخرية) (f) : roc, rocher
- Sakina ou Soukaina ou Sokayna (en arabe : سكينة) (f) : calme, sérénité
- Salim ou Selim ou Slim (en arabe : سليم) (m) : sain
- Salima (en arabe : سليمة) (f) : douce
- Salma ou Selma (en arabe : سلمى) (f) : paix et sécurité
- Salmane ou Salman ou Selman (en arabe : سلمان) (m) : sûr
- Modèle:Page h'Salwa ou Saloua (en arabe : سلوى) (f) : caille, miel, soulagement, consolation, réconfort
- Samah (en arabe : سماح) (f) : tolérance, souplesse
- Sami ou Samy (en arabe : سامي) (m) : noble, élevé
- Samia (en arabe : سامية) (f) : haute, élevée, sublime, noble
- Samih ou Semih (en arabe : سميح) (m) : indulgent, large de cœur et d'esprit, pardonnant, magnanime
- Samiha (en arabe : سميحة) (f) : généreuse
- Samir (en arabe : سمير) (m) : Compagnon de veillée, celui avec qui on passe la nuit à converser agréablement
- Samira (en arabe : سميرة) (f) : amicale
- Sana ou Sanaa (en arabe : سناء) (f) : la splendeur
- Sania (en arabe : سنية) (f) : magnifique
- Sarah (en arabe : سَارَة) (f) : Sarah
- Saouda ou Sawda (en arabe : سودة) (f) : femme du prophète
- Saousan ou Sawsan ou Swassane ou Saoussen ou Sawssen ou Sawsen (en arabe : سوسن) (f) : lys
- Saymoun (en arabe : سيمون) (m) : Simon
- Sayyid ou Sayid ou Sayed ou Sid (en arabe : سيد) (m) : descendant du prophète
- Sayyida ou Sayida (en arabe : سيدة) (m) : descendante du prophète
- Sephora (en arabe : صفورة) (f) : Séphora
- Shaba (en arabe : شعبة) (f) : la pointe du sabre
- Shabib (en arabe : شبيبة) (m) : jeune homme, nouveau
- Shabiba (en arabe : شبيبة) (f) : jeune femme, nouveau, prélude
- Shadha ou Shada (en arabe : شضى) (f) : odeur du miel
- Shadi (en arabe : شادي) (m) : qui chante mélodieusement
- Shadia (en arabe : شادية) (f) : qui chante mélodieusement, gracieuse
- Shafik ou Shafiq (en arabe : شفيق) (m) : compatissant, compassion
- Shafika ou Shafiqa (en arabe : شفيقة) (f) : tendre
- Shahdi (en arabe : شهد) (f) : rayon de miel
- Shahid (en arabe : شَاهِد) (m) : témoigne de sa foi
- Shahida (en arabe : شَاهِدة) (f) : témoin (féminin)
- Shaïkh ou Shaikh ou Sheïkh ou Sheikh (en arabe : شيخ) (m) : maître, sage
- Shaïkha ou Shaikha ou Sheïkha ou Sheikha (en arabe : شيخة) (f) : maîtresse, sage
- Shaïma ou Shaima ou Sheima (en arabe : شيماء) (f) : marquée d'un grain de beauté
- Shakib (en arabe : شكيب) (m) : donne beaucoup
- Shakir (en arabe : شاكر) (m) : reconnaissant
- Shakira (en arabe : شاكرة) (f) : reconnaissante
- Shakoura ou Shakura (en arabe : شكورة) (f) : qui est plein de reconnaissance
- Shams ou Shems (en arabe : شمس) (m) : soleil
- Shamsa ou Shemsa (en arabe : شمسة) (f) : soleil
- Shams Ad-Din ou Shems-eddine ou Shamseddine ou Shemseddine (en arabe : شمس الدين) (m) : soleil de la religion
- Sharafeddine (en arabe : شرف الدين) (m) : l'honneur de la religion
- Sharif (en arabe : شريف) (m) : noble
- Sharifa (en arabe : شريفة) (f) : respectable
- Shawqi ou Shawki (en arabe : شوقي) (m) : qui désire ardemment Dieu
- Shawqia (en arabe : شوقية) (f) : qui désire ardemment Dieu
- Sheherazade ou Sherazade (en arabe : شهرزاد) (f) : femme de la haute ville
- Shihab (en arabe : شهاب) (m) : étoile, lumière céleste
- Shima (en arabe : شيمة) (f) : qualités innées, bonté naturelle
- Shirine ou Sherine (en arabe : شيرين) (f) : charmante, agréable, tout ce qui est doux et sucré (origine iranienne)
- Shoukri ou Shukri (en arabe : شكري) (m) : reconnaissant
- Sid Ahmed (en arabe : سيد احمد) (m)
- Sid Ali (en arabe : سيد علي) (m)
- Siham ou Sihem (en arabe : سهام) (f) : flèches
- Silouane ou Silwan ou Soulouane ou Soulwan (en arabe : سلوان) (m) : fait disparaitre l'inquiétude et la tristesse
- Siraj (en arabe : سراج) (m) : lampe
- Sinane ou Sinan (en arabe : سنان) (m) : fer de lance
- Siouar ou Siwar (en arabe : سوار) (f) : bracelet, signe de noblesse
- Sirine ou Sirin ou Sérine ou Seryne (en arabe : سيرين) (f) : charmante, rassasiée
- Skander (en arabe : إسكندر) (m) : Alexandre
- Smail (en arabe : سماعيل) (m) : variante maghrébine d'Ismaïl
- Smain (en arabe : سماعين) (m) : variante maghrébine d'Ismaïl
- Sofia ou Sophia (en) (en arabe : صوفیا) (f) : sagesse
- Sonia (en arabe : صونيا) (f) : la vertu
- Souad (en arabe : سعاد) (f) : heureuse, chanceuse
- Soubhi ou Sobhi (en arabe : صبحي) (m) : qui a la beauté du matin
- Souraya ou Soraya (en arabe : ثریا) (f) : beauté des étoiles
- Soufiane ou Soufian ou Sufyan ou Sofian ou Sofiane ou Sophiane ou Sophian ou Sofien ou Sofiene (en arabe : سفيان) (m) : dévoué, le pur
- Souhail ou Souhil (en arabe : سهيل) (m) : très facile, aisé
- Souhaila ou Souhila (en arabe : سهيلة) (f) : très facile, aisé
- Souhaire ou Souhayr (en arabe : سهير) (f) : petite veillée
- Souhed (m) (en arabe : سهاد) : éveillé, vigilant
- Soulaf (en arabe : سلاف) (f)
- Souleymane ou Souleyman ou Souliman ou Slimane (en arabe : سُلَيْمان) (m) : Salomon
- Soultan ou Sultan (en arabe : سلطان) (m) : sultan, domination, souveraineté
- Soultana ou Sultana (en arabe : سلطانة) (f) : sultane
- Soumaya ou Soumia (en arabe : سمية) (f) : parfaite, élevée. Soummayyah Bint Khâyyat fut la première martyre de l'islam.

- Haut – A
- B
- C
- D
- E
- F
- G
- H
- I
- J
- K
- L
- M
- N
- O
- P
- Q
- R
- S
- T
- U
- V
- W
- X
- Y
- Z

## T
- Taha (en arabe : طه) (m) : nom d'une sourate du Coran qui commence par les deux lettres ta et ha
- Tahar ou Taher ou Tahir (en arabe : طاهر) (m)
- Tahsin (en arabe : تحسين) (m) : amélioration, embellissement
- Takoua ou Taqoua (en arabe : تقوى) (f) : crainte extrême de Dieu
- Taj (en arabe : تاج) (m) : couronne
- Talal ou Talel (en arabe : طلال) (m) : gai, gracieux
- Talat ou Talaat (en arabe : طلعت) (m) : visage,beauté[7]
- Talba ou Toulba ou Tolba (en arabe : طلبة) (m) : voyage lointain
- Talha (en arabe : طلّحة) (m) : un acacia, bananier
- Talib ou Taleb (en arabe : طَالِب) (m) : étudiant
- Talid (en arabe : تاليد) (m) : bien héréditaires
- Talida (en arabe : تاليدة) (m) : qui possède des biens ancestraux, une gloire ancestrale
- Tamam ou Tammam (en arabe : تمام) (m) : pleine lune, complétude
- Tamara (en arabe : تمارة) (f) : dattes
- Tamim (en arabe : تميم) (m) : accompli, achevé, parfait
- Tamima (en arabe : تميمة) (f) : accomplie, achevée, parfaite
- Tamir ou Tamer (en arabe : تامر) (m) : qui offre des dattes
- Tamira ou Tamera (en arabe : تامرة) (f) : qui offre des dattes
- Tania ou Tanya (en arabe : تانيا) (f)
- Taoufiq ou Taoufik ou Tawfiq ou Tawfik ou Toufiq ou Toufik (en arabe : توفيق) (m) : assistance accordée par Dieu, succès, réussite obtenue grâce à cette assistance divine
- Taouhid ou Tawhid (en arabe : توحيد) (m) : unicité
- Taouhida ou Tawhida (en arabe : توحيدة) (f) : unicité
- Taous (en arabe : طاووس) (f) : paon
- Taqi ou Taki (en arabe : تقي) (m) : qui craint Dieu et s'en remet à Lui
- Taqieddine ou Takieddine (en arabe : تقي الدين) (m) : crainte de la religion
- Tariq ou Tareq ou Tarik ou Tarek (en arabe : طرق) (m) : chemin
- Taslim (en arabe : تسليم) (m) : donner une salutation de paix, apaiser
- Taslima (en arabe : تسليمة) (f) : se livrer entièrement à Dieu, sauver, tirer de danger, donner une salutation de paix, apaiser
- Tasnim, Tasnime, Tasneem ou  Tesnym (en arabe : تسنيم) (f) : Source paradisiaque réservée aux proches de Dieu
- Tayeb ou Taieb (en arabe : طيب) (m) : le gentil, de bon cœur
- Taïeba ou Tayeba (en arabe : طيبة) (f) : la gentille, de bon cœur
- Taïmour ou Taymour ou Timour ou Timur (en arabe : تَيمو) (m) : le fer
- Tayssir ou Taysir (en arabe : تيسير) (f) : réconcilier, facilité
- Thabit ou Thabet ou Tabit (en arabe : ثابت) (m) : ferme, solide, persévérant, brave
- Thabita ou Tabita (en arabe : ثابتة) (f) : ferme, solide, persévérante, brave
- Thouraya ou Thoraya ou Touraya (en arabe : ثریا) (f) : beauté des étoiles
- Tijani ou Tidjani (en arabe : تيجاني) (m) : le plus beau, le plus pieux, droit dans la religion
- Tina (en arabe : تينا) (f)
- Tlidja (f) (en arabe : ثليجة) : neige
- Touhfa (en arabe : تحفة) (f) : grâce, don, tout objet beau ou précieux pouvant convenir pour un cadeau, chef-d'œuvre
- Touma (f) (en arabe : تومة) : perle, pendant d'oreille orné d'une perle montée sur argent

- Haut – A
- B
- C
- D
- E
- F
- G
- H
- I
- J
- K
- L
- M
- N
- O
- P
- Q
- R
- S
- T
- U
- V
- W
- X
- Y
- Z

## U
- Ubada (en arabe : عبادة) (m) : qui adore beaucoup Dieu
- Ubayd ou Ubaid (en arabe : عبيد) (m) : petit adorateur
- Ubayda ou Ubaida (en arabe : عبيدة) (x) : petit adorateur
- Umm (en arabe : أُمّ) (f) : mère
- Uthmane ou Uthman ou Usmane ou Usman (en arabe : عثمان) (m) : jeune dragon, serpent
- Uqba (en arabe : عقبة) (m) : trace de beauté

- Haut – A
- B
- C
- D
- E
- F
- G
- H
- I
- J
- K
- L
- M
- N
- O
- P
- Q
- R
- S
- T
- U
- V
- W
- X
- Y
- Z

## V
La lettre « V » n’existant pas en arabe, aucun prénom ne commence par celle-ci.

## W
- Waddah ou Wadah (en arabe : وضّاح) (m) : beau, clair de peau
- Wadi (en arabe : وديع) (m) : le doux
- Wadia (en arabe : وديعة) (f) : la douce
- Wadiha ou Wadhiha (en arabe : واضحة) (m) : celle qui est claire et manifeste. celle qui est aussi brillante qu'une étoile
- Wafa (en arabe : وفاء) (f) : fidèle
- Wafi (en arabe : وفي) (m) : fidèle
- Wafiq ou Wafik (en arabe : وفيق) (m) : qui s'accorde et s'entend bien avec les autres
- Wafiqa ou Wafika (en arabe : وفيقة) (m) : qui s'accorde et s'entend bien avec les autres
- Wahab (en arabe : وهاب) (m) : très généreux
- Wahbi ou Wehbe (en arabe : وهبي) (m)
- Wahib (en arabe : واهب) (m) : qui offre, généreux donateurs
- Wahiba (en arabe : واهبة) (f) : qui offre, généreux donateurs
- Wahid (en arabe : وحيد) (m) : l'unique
- Wahida (en arabe : وحيدة) (f) : l'unique
- Wail ou Wael (en arabe : وائل) (m) : qui cherche refuge, qui échappe au malheur
- Waila ou Waela (en arabe : وائلة) (f) : qui cherche refuge, qui échappe au malheur
- Wajdi (en arabe : وجدي) (m) : qui trouve ce qu'il désire
- Wajdia (en arabe : وجدية) (f) : qui trouve ce qu'elle désire
- Wajih (en arabe : وجيه) (m) : qui est considéré, distingué
- Wakil (en arabe : وكيل) (m) : garant, celui à qui l'on confie ses affaires
- Wakila (en arabe : وكيلة) (f) : garant, celui à qui l'on confie ses affaires
- Wala ou Walaa (en arabe : ولاء) (f) : amitié, proximité, bon voisinage, fidélité, loyalisme
- Walid (en arabe : وليد) (m) : le fils
- Walida (en arabe : وليدة) (m) : la mère bien aimée
- Waliha (en arabe : ولهة) (f) : celle qui est triste et consternée
- Warda (en arabe : وردة) (f) : rose
- Wassil (en arabe : واصل) (m) : le lien, intermédiaire
- Wassila (en arabe : واصلة) (f) : le lien, intermédiaire
- Wassim (en arabe : وسيم) (m) : beaux traits
- Wassima (en arabe : وسيمة) (f) : beaux traits
- Wathiq ou Wathik ou Wathek (en arabe : واثق) (m) : qui est confiant, rassuré
- Wathiqa ou Wathika (en arabe : واثقة) (f) : qui est confiante, rassurée
- Widad ou Wided (en arabe : ویداد) (f) : amour
- Wiam ou Wiem (en arabe : وئام) (x) : amour, harmonie
- Wijdane (en arabe : وجدان) (f) : âme, conscience, sentiments et émotions qui agitent l'âme
- Wissal ou Wissale (en arabe : وصال) (f) : lien
- Wissam ou Wissem (en arabe : وسام) (x) : la médaille d'or

- Haut – A
- B
- C
- D
- E
- F
- G
- H
- I
- J
- K
- L
- M
- N
- O
- P
- Q
- R
- S
- T
- U
- V
- W
- X
- Y
- Z

## X
La lettre « X » n’existant pas dans l’alphabet arabe, aucun prénom ne commence par cette lettre

## Y
- Yassu (en arabe : يسوع) (m) : Jésus (seulement pour les chrétiens)
- Yahya ou Yahia (en arabe : يحْيى) (m) : Jean, Jean-Baptiste
- Yaïch ou Yaish (en arabe : يعيش) (m) : vivant
- Yamin ou Yamine (en arabe : يامين) (m) : fortuné
- Yamina (en arabe : يامينا) (f) : heureuse
- Yanis ou Yanisse ou Yanice (en arabe : يانيس) (m) : variante de Jean[8]
- Yara (en) ou Yarah (en arabe : يارا) (f) : précieux rubis
- Yaqoub ou Yaqub (en arabe : يعقوب) (m) : Jacob
- Yaqout ou Yakout (en arabe : ياقوت) (m) : rubis
- Yaqouta ou Yakouta (en arabe : ياقوتة) (f) : rubis
- Yaqine ou Yaquine (en arabe : یقین) (f) : certitude, connaissance
- Yasin ou Yassine ou Yacine ou Yacin (en arabe : ياسين) (m) : Ô homme !
- Yasmina (en arabe : ياسمينة) (f) : fleur de jasmin
- Yasmine (en arabe : ياسمين) (f) : fleur de jasmin
- Yassar ou Yasar (en arabe : يسار) (m) : facilité, aisance, abondance
- Yassir ou Yasir ou Yasser ou Yaser (en arabe : يسير) (m) : facilité
- Yassira ou Yasira ou Yassera ou Yasera (en arabe : يسيرة) (f) : facilité
- Yazid (en arabe : يزيد) (m) : le meilleur
- Yazida (en arabe : يزيدة) (f) : la meilleure
- Youmn (en arabe : يمن) (m) : félicité, bonheur, bénédiction
- Youmna (en arabe : يمنى) (f) : la droiture, bénie
- Younes ou Youness ou Yunes ou Yunus ou Younas ou Younis (en arabe : يونس) (m) : Jonas
- Yousra ou Youssra ou Yosra ou Yossra (en arabe : يسرا) (f) : la facilité (source : coran sourate 94 verset 5 et 6)
- Yousri ou Yousry (en arabe : يسري) (m) : qui a de la chance, qui réussit facilement
- Youssef ou Youcef ou Youssouf ou Yusuf (en arabe : يوسف) (m) : Joseph

- Haut – A
- B
- C
- D
- E
- F
- G
- H
- I
- J
- K
- L
- M
- N
- O
- P
- Q
- R
- S
- T
- U
- V
- W
- X
- Y
- Z

## Z
- Zaghloul ou Zaghlul ou Zeghloul (en arabe : زغلول) (m) : petit oiseau
- Zahi (en arabe : زاهي) (m) : gai, joyeux[9]
- Zahid (en arabe : زاهيد) (m) : détaché de ce monde
- Zahida (en arabe : زاهيدة) (f) : se voue à Dieu
- Zahia ou Zahya (en arabe : زاهية) (f) : splendeur, lumière
- Zahra ou Zohra ou Zara ou Zora (en arabe : زهراء) (f) : fleur(s)´
- Zahir (en arabe : ظهير) (m) : aide, protecteur[10]
- Zahira (en arabe : ظهيرة) (m) : aide
- Zahrédine (en arabe : زهر الدين) (m) : fleur de religion
- Zaïd ou Zeyd (en arabe : زيد) (m) : abondance
- Zaïda ou Zeyda (en arabe : زيدة) (f) : abondance
- Zaïm (en arabe : زعيم) (m) : commandant, chef
- Zaïma (en arabe : زعيمة) (f) : commandante, chef
- Zain ou Zeyn (en arabe : زين) (m) : beauté
- Zaina ou Zeyna ou Zina ou Zouina (en arabe : زينة) (f) : belle, jolie, ornement, éclat, lustre
- Zaineddine ou Zinedine (en arabe : زين الدين) (f) : beauté de la religion
- Zakaria ou Zakarya (en arabe : زَكَرِيَّا) (m) : Zacharie
- Zaki ou Zaky ou Zeki (en arabe : زاكي) (m) : pur
- Zakia ou Zakya ou Zekia (en arabe : زاكية) (f) : pure
- Zarif (en arabe : ظريف) (m) : aimable, plaisant et à l'humour fin, brillant, intelligent
- Zarifa (en arabe : ظريفة) (f) : aimable, plaisante et à l'humour fin, brillante, intelligente
- Zayan ou Zayane (en arabe : ظيًان) (f) : miel, jasmin sauvage, clématite
- Zaynab ou Zaïnab ou Zaïneb ou Zinab ou Zineb (en arabe : زينب) (f) : nom d'un arbre du désert, à fleurs parfumées, petite fille du prophète consolatrice
- Ziad ou Zied (en arabe : زياد) (m) : fécond
- Ziane (en arabe : زيان) (m)
- Ziba (en arabe : ظباء) (f) : gazelles
- Zinedine (زين الدين) (m), transcrit aussi Zinédine, Zineddine, Zineddin, Zine-Eddine, Zīn ad-Dīn ou Zin al-Din, provenant de زين (zine, « bon ») et الدين (eddine, « religion »), signifiant « la beauté de la religion »[11],[12].
- Ziryab (en arabe : زرياب) (m) : or, délayé dans de l'eau et utilisé pour les dorures
- Zoubaia ou Zoubayya (en arabe : ظبية) (f) : jeune fille, gazelle
- Zoubaïda ou Zoubida (en arabe : زبيدة) (f) : élégante
- Zoubayr ou Zoubir (en arabe : زبير) (m) : fort
- Zouhaier ou Zouheïer ou Zouhir (en arabe : زهير) (m) : florissant, épanoui[13]
- Zouhour (en arabe : ظهور) (f) : apparition, manifestation
- Zoulikha ou Zoulaïkha (en arabe : زليخة) (f) : belle, femme du pharaon

- Haut – A
- B
- C
- D
- E
- F
- G
- H
- I
- J
- K
- L
- M
- N
- O
- P
- Q
- R
- S
- T
- U
- V
- W
- X
- Y
- Z